# 自由法國
自由法国（法语：France Libre）是法兰西第三共和国法理上被维希法国取代后宣称为法国唯一合法政府的政治實體，领袖是法國准將夏爾·戴高樂。1940年法國淪陷后，6月自由法国作为流亡政府于伦敦成立。第二次世界大战期间其武装自由法军（Forces françaises libres）是盟军的一方，主要在欧洲和北非战场与轴心国作战，同時支援法国抵抗运动在德占区對纳粹德军進行敵後破壞，并成功于1942年9月后获得部分法属西非殖民地作为反攻本土的战略據點。
随着第三共和國於法國戰役中崩溃，菲利普·贝当等倾法西斯主和派控制法国政府并和納粹德國签订第二次贡比涅停战协定，由此建立了傀儡政權维希法国。原法军依協定被全部解散，仅留下10万左右的“停战军”以维持非占领区秩序。法国五分之三的领土将被德國「临时占领」至两国缔结和约為止，且需向納粹德國支付天文數字的军费。后者还拒絕歸還法军战俘，超过160万人被送往德国本土及其占领区充当劳力，維希政權甚至需要將部分人口迁回北方。法國七十年的共和制被贝当的独裁政府取代，憲法沦为一纸空文，法国彻底丧失完整的主权。准将夏尔·戴高乐反對屈辱的停战，逃往英国并通过英国广播公司（BBC）於6月18日广播呼吁（Appel du 18 juin）法國人民加入自由法军抵抗纳粹入侵，並在1940年10月27日成立帝国国防委员会以管理效忠自由法國的海外殖民地。
起初，仅有太平洋、印度与赤道非洲的几块殖民地於1940年8月至9月响应戴高乐，其餘法属领地均全數宣布效忠维希政權並反對自由法國。随着盟軍节节胜利，自由法国的控制区才不断扩大，最终于1942年11月控制了法蘭西殖民帝國的大部分领土。
自由法国的武装力量在各地与轴心国作战，他们的足迹遍布从中东到中南半岛、北非的每一场战役。自由法国海军与英国皇家海军、加拿大皇家海军在北大西洋和地中海并肩战斗。自由法国空军建立起来之前，部分飞行员还参加了英國皇家空軍、蘇聯空軍及特种空勤团。1942年7月13日，自由法国整合为战斗法国（France combattante），以強調与纳粹作战的不仅有海外的自由法军，还有德國占領区的抵抗运动战士。
法理上自由法国政府在北非光复后就结束了流亡时期，因为它此時就由伦敦迁往阿尔及尔并成立了法国民族解放委员会作为统领抵抗力量的临时政府。1944年8月25日，自由法军第二装甲师与当地的抵抗组织解放巴黎，自由法国政府回到首都并改组为法兰西共和国临时政府。临时政府于战后的1946年再次改组为法兰西第四共和国，至此结束了1940年第三共和国解散后的一系列临时政权。
1943年8月1日，维希政权的非洲军团残部正式与自由法军合并，组成法國解放軍。1944年中旬法军规模超过40万，他们先后参与诺曼底登陆与龙骑兵行动，最后和盟军共同解放了巴黎。他们还投身阿尔萨斯、阿尔卑斯及布列塔尼战场，二战结束时，法国士兵人数已超过130万，在欧洲的盟军里排名第四，其中大部分战士参与了解放法国和对德国本土的进攻。

## 1940年：流亡政府

### 背景

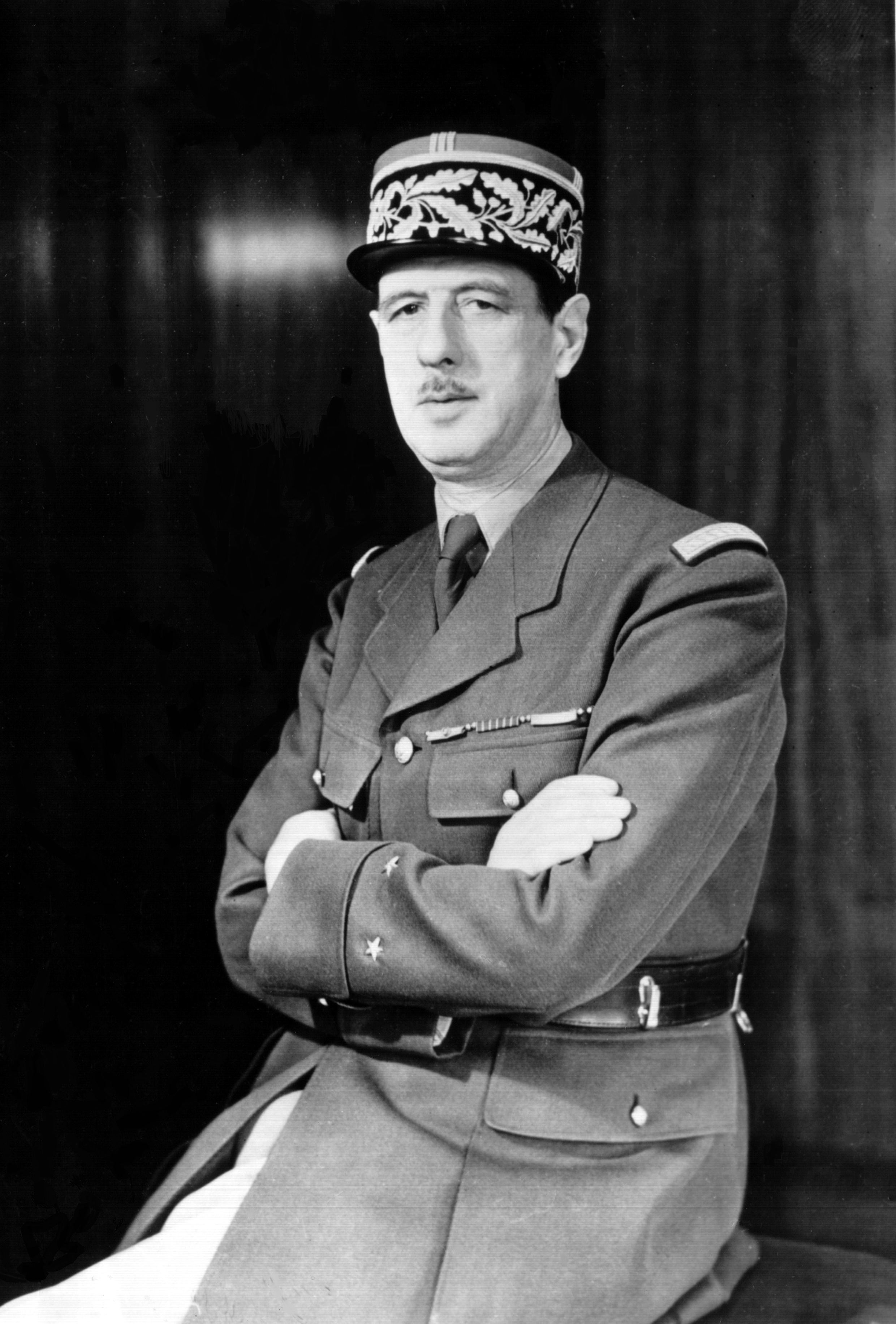
夏尔·戴高乐在法国战役期间是一名装甲师指挥官，还任雷诺政府的国防次长

1940年，纳粹德国开始执行黄色方案，他们迅速击溃了荷兰与比利时的军队，攻入低地国家，英国派出远征军和法军一起前往比利时抵挡德军进攻，然而由古德里安率领的德B集团军却突然从阿登森林杀出，攻克色当后长驱直入，把英法联军的主力围困在了法国北部及比利时。到5月底，英法军队已被分割在了数个小包围圈中，包括敦刻尔克、加来、布洛涅、科地区圣瓦勒里和里尔。敦刻尔克大撤退不仅保存了英军的大量有生力量，还使得许多法国士兵能够继续战斗，特别是从里尔撤回来的几个师。
5月27至6月4日期间，从敦刻尔克海滩撤到大不列颠岛上的英国远征军超过20万，负责掩护撤退的法军也有约14万人保存了下来。不过与现在人们普遍的看法不同，当时的交战双方都没把这次撤退当作法国战役的结尾，德国于当年6月开始执行红色方案，进攻法国南部，而从敦刻尔克撤出的许多法军又回到了法国，继续参加与德军的作战。指挥完敦刻尔克撤退后，艾伦·布鲁克在6月2号登陆瑟堡，他用加拿大第一师重组了英国远征军，因为这个师是英国唯一编制还完整的部队。与某些猜想不同，法军在6月的士气反而高于5月，他们于索姆河重构了防线，还轻松击退了意大利法西斯对阿尔卑斯地区的进攻。然而由于先前在法国北部的惨败，此时的法军严重缺乏装甲部队，并且面对纳粹空军的骇人轰炸，他们也缺少可以还击的战斗机，这倒不是因为与德军的空战，而是法国南部机场数量不足导致的超负荷运转所致。
6月1日，夏尔·戴高乐晋升准将，5日，保罗·雷诺任命他为国防次长，戴高乐得以进入内阁。这位新晋准将长期以来以挑战权威观念闻名军中，1912年他从圣西尔军校毕业后就要求调往贝当的步兵团，后者反对当时盛行法国的“全力出击”战术，强调火力在战场上的作用。戴高乐还是现代装甲战理论的倡导者，曾经写过多本书来宣传他的战术思想，可惜这些理论并未被法国政府采纳。戴高乐指挥的第4装甲师也是法国战役中少有的有能力反击德军的法国部队，在蒙科尔内战役中这个装甲师一度在德军的防线上刺入了十几公里。不过戴高乐个人的人缘并不好，1940年他逃往英国时，没有一个他的直属下级选择追随他。
莫里斯·甘莫林在5月20号被免职后，新任法军指挥官是时年73岁的馬克西姆·魏剛，他和贝当一样是一个坚定的仇英主义者，将敦刻尔克撤退视为英国不可靠的一大证据。戴高乐后来回忆，这位新任总司令在德军于6月8日重新发起进攻后就“失去了希望”，他很快放弃抵抗并和纳粹签署了停战协议，尽管如此魏刚在战后的审判中依然被判无罪，因为他确实尽其所能安排了军事部署，同时试图争取有利的和平条件。戴高乐是一小群主张继续抵抗的内阁成员之一，雷诺派他前往伦敦与英国谈判，试图缔结英法两国的完全同盟。不过谈判还未有结果时雷诺就因受不了失败主义者的压力于16日辞去总理职位，交由贝当组建新的政府。戴高乐17号先飞抵了巴黎沦陷后法国政府的所在地波尔多，不过同日在得知了贝当已经与纳粹达成和约后，他又飞回了伦敦。

### 成立

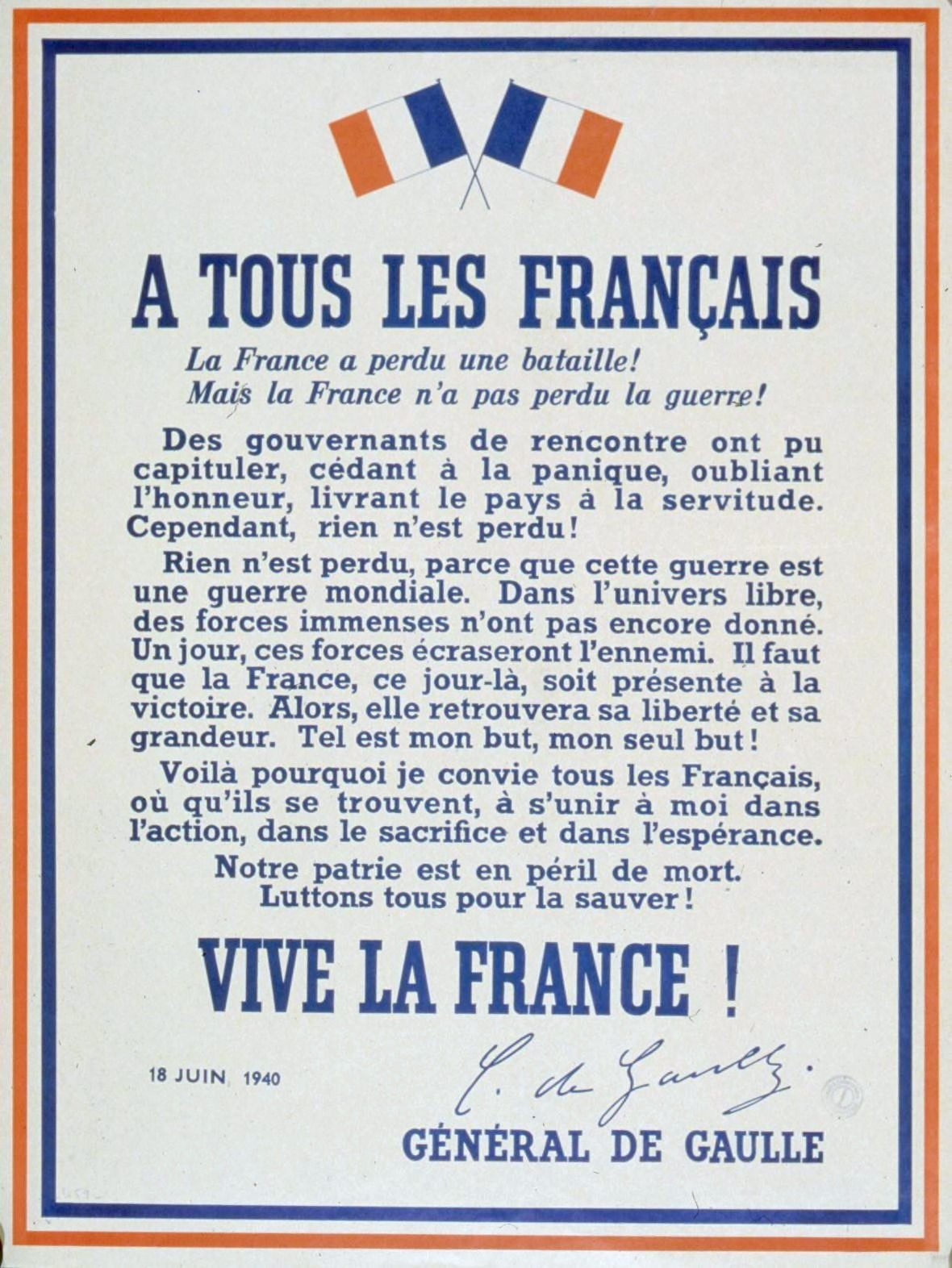
在德占区，抵抗运动的地下媒体向民众分发印有《告法国人民书》的小册子或海报，从事这项工作的志愿者们时刻处于危险当中

1940年6月18日，戴高乐将军通过英国广播公司（BBC）呼吁法国人民起来抵抗纳粹的侵略，他号召士兵、水手和飞行员等加入与法西斯的斗争：
“法兰西绝非孤身一人。她并不孤单！她并不孤单！在她身后是一个庞大的帝国，她可以与大英帝国结盟，控制海洋继续战斗，还能够充分运用美国无限的工业资源。”
“无论发生什么事情，法兰西抵抗的烽火都不能熄灭，也绝不会熄灭。”
当贝当元帅的政府于6月16日在波尔多成立时，英国方面确实心存疑虑，不过那时其并未质疑这个新政权的合法性，仅仅召回了英国大使和领事，并试图撤离在德国占领下将会受到威胁的英国侨民。
英国内阁的一些成员对这次广播持保留态度，他们认为这篇演讲有可能激怒贝当政府，使他们将已成为英国心头之患的法国舰队交给德国人，尽管温斯顿·丘吉尔自己也有疑虑，不过他还是同意了戴高乐的行动。之后丘吉尔成为戴高乐运动中最重要的政治和道义支持者，他本质上更倾向君主主义，但在这个关头还是明智地选择起来支持共和国。
在法国“6月18日呼吁”（Appel du 18 juin）当天并没有被多少人听到，不过在不久的将来，连同戴高乐之后几天的通讯与演讲将在法国本土及殖民地广为人知，成为使这个国家和民族感到骄傲的自由之声。

### 停战
6月19日，戴高乐再次向法国人民广播，宣称“一切形式的政府都已消失”，由于当局“被敌人奴役，所有的机构都已失能”，所以继续战斗是法国军人们“非常明确的责任”。

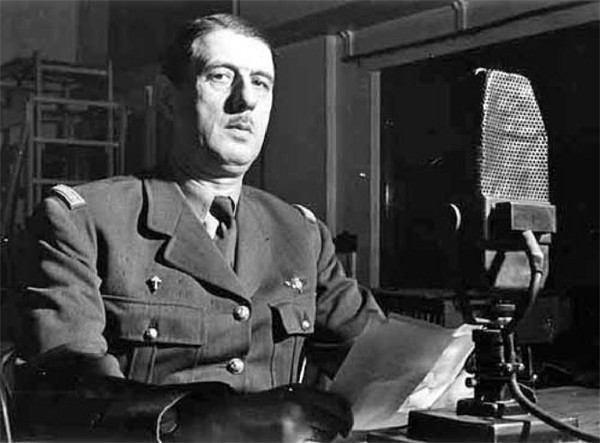
戴高乐在广播中发表演讲，摄于1941年

这篇演讲成为了日后戴高乐组建流亡政府的法理基础，它宣布贝当政府将要与纳粹签订的停战协议不仅仅是不光彩，更是非法的，一旦条约落笔，法国政府自身便是犯了叛国罪。朱利安·杰克森等学者提出了另一种观点，即维希法国在法理上是唯一的合法政府，而戴高乐和他的拥趸们是革命者，他们与同在伦敦的荷兰、比利时等流亡政府性质并不相同。值得注意的是关于第三共和国的法理继承还有一种说法，那就是自由和维希法国皆非完全自由、合法、主权和独立的继承者，因为两国的媒体在提及自己时都竭力避免使用“共和国”这个词，也未作出有关法理继承的宣称。维希政权方面避而不谈的一个原因是贝当推行之所谓“国家革命”，其目的之一就是要彻底消灭法国的共和制传统。
1940年6月22日，贝当元帅正式与德国签署停战协议，24日他又和意大利政府达成了类似的条款，两份文件同时于6月25号生效。7月10号，皮埃尔·赖伐尔胁迫议会投票通过1940年宪法，赋予了政府首脑贝当包括修宪在内的全权以组建新的威权政府，是为维希法国（Régime de Vichy）。由于巴黎被德军占领，因此旅游小城维希暂时成为其政府所在地。与此同时，维希政府主导了对戴高乐的缺席审判，并以叛国罪判处他死刑。戴高乐则认为自己是合法的雷诺内阁中存留至今的唯一阁员，而贝当的掌权才是违背共和宪法的政变。

### 法国海军与弩炮行动
法国沦陷后，温斯顿·丘吉尔开始担心法国海军的舰船一旦落到德国或意大利人的手里会对英国本土构成极大威胁，他强烈要求维希方面要么把舰船全部交给盟军，要么就将海军开往英国、法国或两者都认可的某个港口以在战争期间保持中立。丘吉尔必须确保法国海军一定不能帮助德军入侵不列颠，而摧毁它便是阻止其最有效的办法，尽管如此，贸然对贝当政权发起攻击也许会激怒其倒向轴心国。

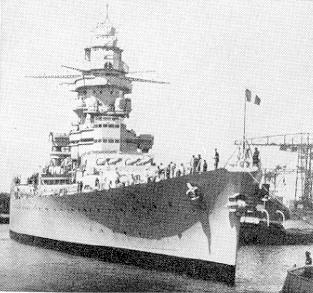
斯特拉斯堡号战列舰，一艘1937年定制的全新敦刻尔克级战列舰，若其落入轴心国手中，将对英国的制海权产生极大威胁

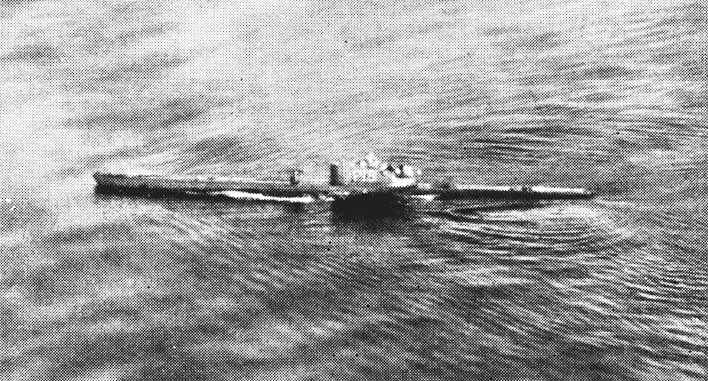
法国潜艇红宝石号，在22次巡弋任务中共击沉敌方22艘舰船，是自由法国海军中击杀数最高的

1940年7月3日，法国海军上将馬塞爾·布魯諾·讓蘇爾收到了英国人发来的最后通牒：
就现在的情况而言，将你们的舰船交给德国人无论是对我们，还是对你们正在抵抗的同胞来说都是不可接受的。我们决心战斗到底，如果最终取得了胜利，将绝不会忘记法国曾与我们并肩战斗过，不列颠的意志与她的完全相同，而我们唯一的敌人便是德国侵略者。将来若击败了敌人，我们将庄严地宣布恢复法国的领土和荣光。正是因此，才必须确保法国最优秀的舰船不能为我们共同的敌人所用。现在，奉国王陛下政府之命，我们要求所有凯比尔与瓦赫兰港内的法国舰船于以下行动方式中任选一种，以确保在战争时期的完全中立：
(a) 加入我们继续与德军战斗，直至战争胜利。
(b) 以尽可能少的船员在英国方面的控制之下，将舰船转移至英国港口，随行的法国船员将尽快被遣送回国。
如果您选择以上两个选项中的任一个，那么在战争结束后，我们会将所有临时征用的船只归还法国，若有船只在战斗中损伤或沉没，英国政府自当赔付所有损失。
(c) 如果你觉得有义务遵守停战条约，决定不将这些舰船用于对抗德国人，免得他们撕毁协议。那么请以尽可能少的船员驾驶舰船至海外的法国港口，例如西印度群岛的马提尼克——这样我们可以放心这些船只在战争中能够保持中立。亦或者将舰船交给美国托管，船员会在战争结束后被送回法国。
若您拒绝执行以上的任何一种方案，那么我将非常遗憾地要求您在6个小时内自沉所有舰船。

最后，如果不能达成以上的任何一点，那么我将不得不执行国王陛下政府的命令，即不惜一切代价或手段也绝不能让这些舰船落入德国人手中。
让苏尔刚开始打算接受英国人的第三条提议，将舰船开往马提尼克，该省的首府法兰西堡是一个优良深水港，并且当地的总督依然效忠贝当政权。但与其他高级军官经过长达十个小时的讨论后，也许是出于对维希当局的忠诚，也可能是没有意识到局势的紧迫，让苏尔选择拒不接受最后通牒。英国海军上将詹姆斯·萨默维尔于是命令英国舰队向港内的法国海军发起进攻，在几乎零伤亡的情况下，迅速击沉或重创了三艘法国战列舰 。由于维希海军秘书处宣称英国方面没有给出任何妥协选项，这次袭击在法国引起了极大愤慨，特别是海军（近1,300名法国水兵在战斗中丧生），一时之间法国的仇英情绪高涨，纷纷将英国人称作“背信弃义的阿尔比恩”。这次事件的发生意外加强了维希政府对民众的凝聚力，也使得许多法国士兵对是否要投诚自由法军产生了迟疑。
尽管如此，仍然有不少法国海军官兵选择站在盟军这一边并在随后加入了自由法军，如布雷潜艇红宝石号，船员几乎全体投票支持与英国继续并肩作战，还有驱逐舰凯旋号，当时最大的潜艇絮库夫号。1940年11月7日，普尔米奇号（Poulmic）巡逻艇在英吉利海峡触雷，这是自由法国海军首次在战斗中遭遇损失。

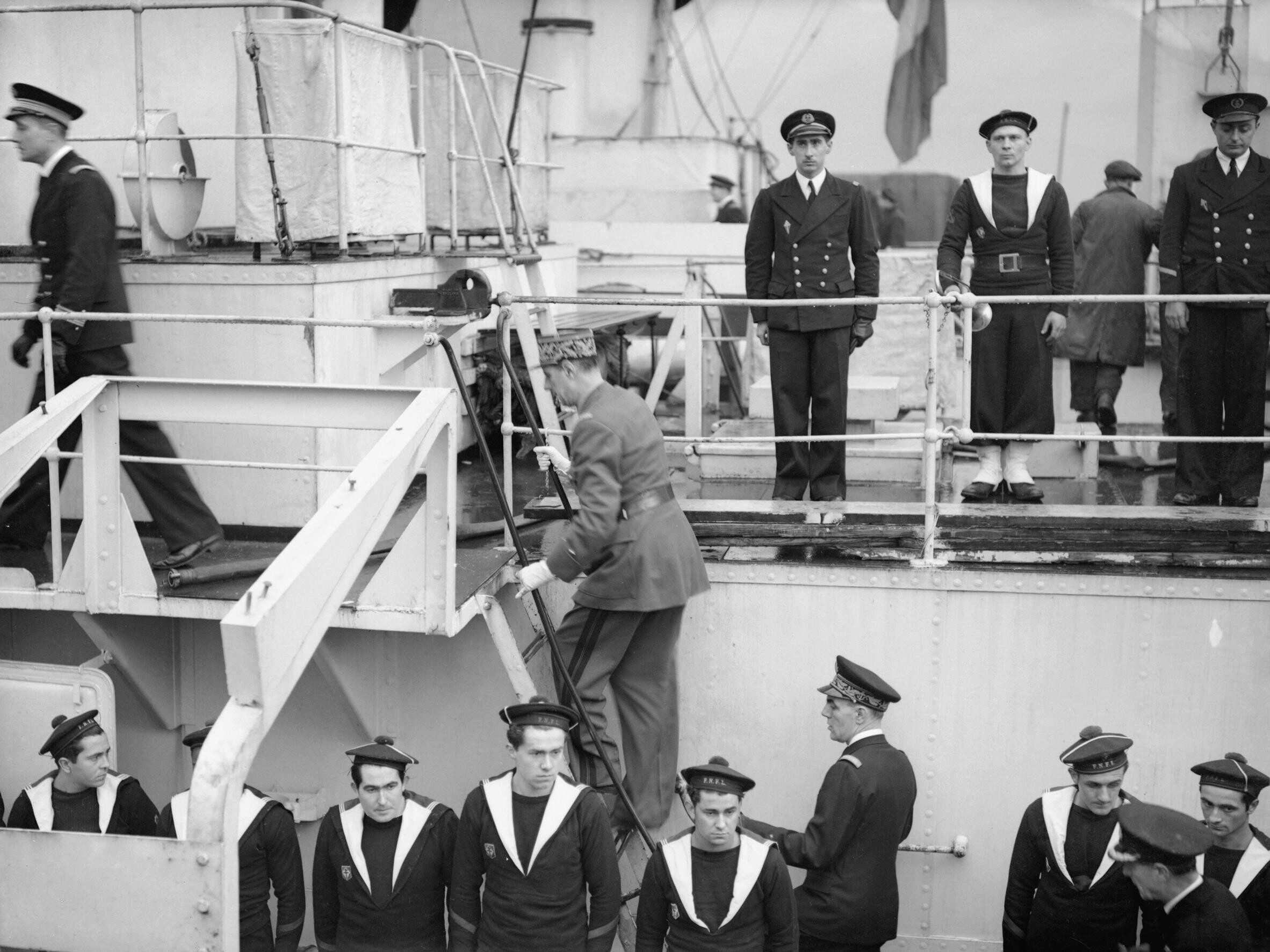
1942年12月24日，戴高乐在苏格兰格里诺克登上自由法国海军护卫舰罗塞莉斯号

弩炮行动后，法国海军仍保有相当的实力，其本土的主力舰队与殖民地的许多舰只依然忠于贝当元帅。但由于停战条约与英国的海上封锁，这些舰船难以得到适当的更新与维护，同时不断遭遇英军的打击。至1941年5月下旬，英国共捕获、击沉或扣押了143艘法国船只，总吨位约792,000吨，其中大部分都被交还给自由法国海军。1942年11月，为了防止弗朗索瓦·达尔朗带领维希政权倒向盟军，纳粹德国发起安东行动占领法国南部并试图夺取土伦港的法国舰队，最终大多数法舰在德军抵达前自沉。此次事件后，其余留在维希殖民地的舰船纷纷转投盟军。
1940年9月，趁着英国遣送滞英士兵的机会，1,700名法国海军官兵坐上一艘隶属于国际红十字会的医疗船返回祖国。不过这并不影响德军潜艇对其发起无差别攻击，最终约400人淹死或失踪。
中将埃米尔·穆塞里尔是自由法国海军的首任司令，他响应戴高乐的号召，于6月底率领一批舰船抵达英国，随后受命组建流亡政府的海军，继他之后菲利普·奥布瓦诺、喬治·蒂埃里·達讓利厄也先后担任过司令。自由法国海军在攻占法属北非的火炬行动、大西洋海战中的护航行动、支援法国本土的抵抗运动以及诺曼底登陆和龙骑兵行动中发挥了重要作用。战争期间，自由法国海军总计有大约50艘主要舰艇以及几十艘小型和辅助船只。其编制还包括六个营的海军陆战队和突击队，以及两个海军航空兵中队，其中一个在英国皇家海军光辉级航空母舰不屈号上，另一个是反潜的卡塔利娜斯中队。此外，还有170余艘法国商船也加入了同盟国一方。尽管名义上自由法国海军的总部在伦敦，但其军营、训练舰以及海军学校等设施均位于朴茨茅斯。

## 1941年：海外领地
由于盟军短期内没有反攻法国本土的能力，戴高乐将目光投向了法兰西庞大的海外领地。

### 法属西非与帝国国防委员会
戴高乐刚开始乐观地认为与英国殖民地联系紧密的法国非洲领地应该会支持自己，而事实上法属赤道非洲的总督皮埃尔·布瓦松是贝当元帅的忠实追随者，整个地区唯一态度模棱两可的是位微言轻的乍得总督菲利克斯·埃布埃。布瓦松很快因他的忠诚被维希方面拔擢为“殖民地高级专员”，办公地点迁往达喀尔，这使得埃布埃对乍得的控制力大为增强。8月26日，在当地最高军事长官的帮助下，乍得总督宣布他所辖的殖民地加入自由法国。由于轴心国的势力难以渗透到撒哈拉以南非洲，到八月底，法属赤道非洲（包括国联托管的法属喀麦隆）除法属加蓬外的所有法国殖民地全部宣誓效忠戴高乐。

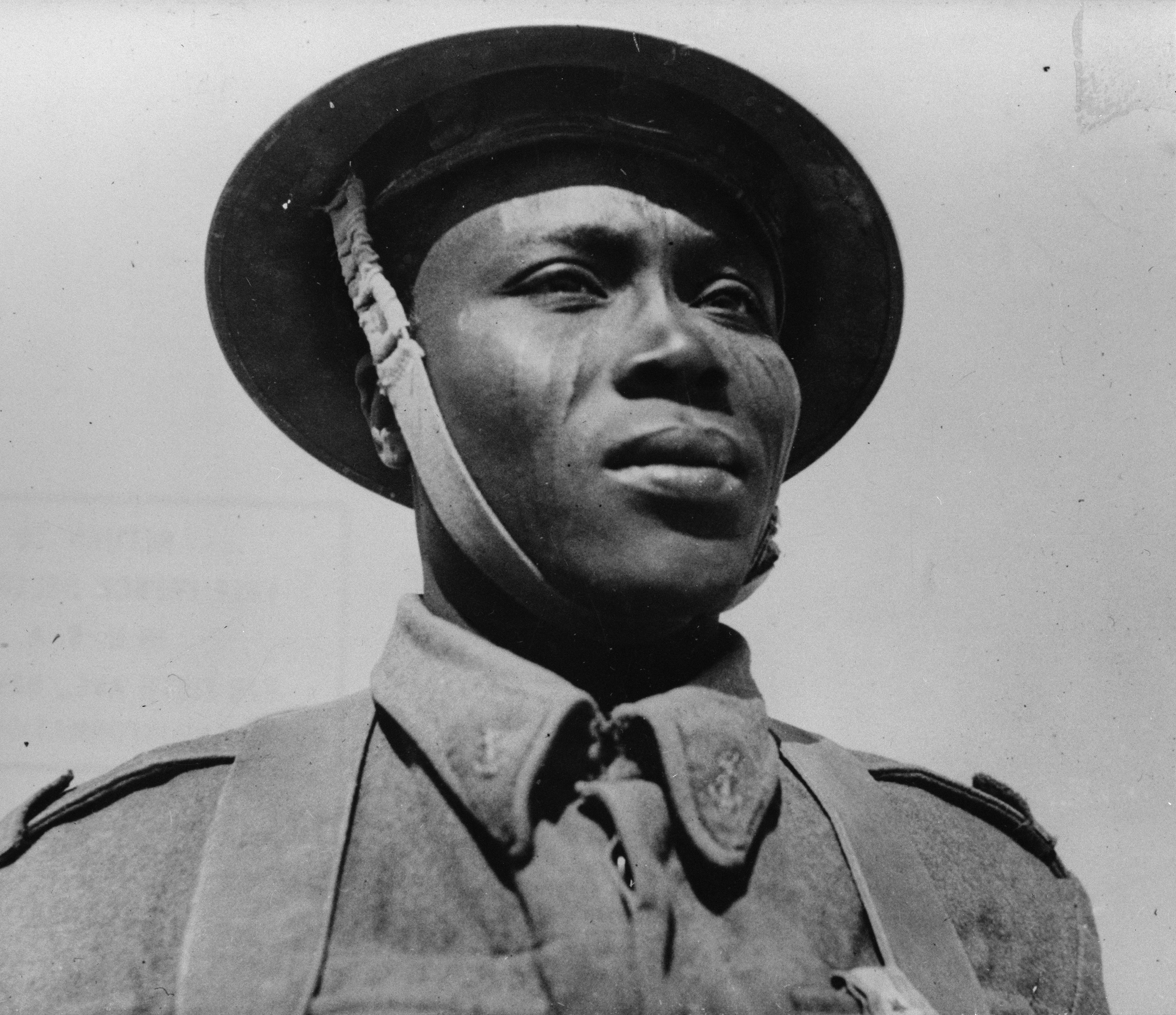
自由法军中的一名乍得士兵

这些殖民地给自由法国带来了至关重要的兵源——大量从非洲殖民地招募的军队成为了自由法军的主力，据埃里克·詹宁斯的估计，至1944年起码有27000名来自法属赤道非洲与喀麦隆的士兵在自由法军中服役。1940年7月至11月间，自由与维希法军在黑非洲发生多场战斗，双方互有胜负。
达喀尔是法属西非的重要军港，拿下该港口便可以切断维希西非属地和其本土间的联系。英国首相丘吉尔提议从海上发动进攻，他认为当庞大的英法联合舰队在海平面上现出身影时，维希政权派来的总督会毫不犹豫地选择投降。1940年9月，盟军发起达喀尔战役，也称威吓行动，调集皇家方舟号航母、两艘战列舰、五艘轻重巡洋舰、十艘驱逐舰与近8,000人的登陆部队向达喀尔港发起进攻，港内的维希法军立即利用岸炮和黎塞留号380mm的大口径主炮还击。经过两天战斗盟军四艘重型战舰被击伤，而维希方面仅损失一艘驱逐舰和两艘潜艇。25日盟军迫于损失不得不放弃进攻计划，达喀尔战役最终以自由法国的失败告终。虽然这次失败主要责任不在戴高乐，然而还是严重影响了他在军队中的威望，强烈的羞辱感使他一度考虑过自戕。
1940年11月，勒克莱尔将军奉命对加蓬发动陆上进攻并迅速拿下了利伯维尔，加蓬战役后法属赤道非洲全部飘扬起了洛林十字旗，自由法国的处境大为好转。戴高乐来到西非后对第一个宣布效忠的非洲殖民地乍得相当感兴趣，他以个人名义前往调查了这个位于利比亚南面的贫困地带。尽管此时法属赤道非洲已经完全处于自由法国的控制之下，不过由于之前达喀尔战役的失利，法属西非完全倒向了维希政府，直到安东行动后这些殖民地才逐渐被戴高乐收编。

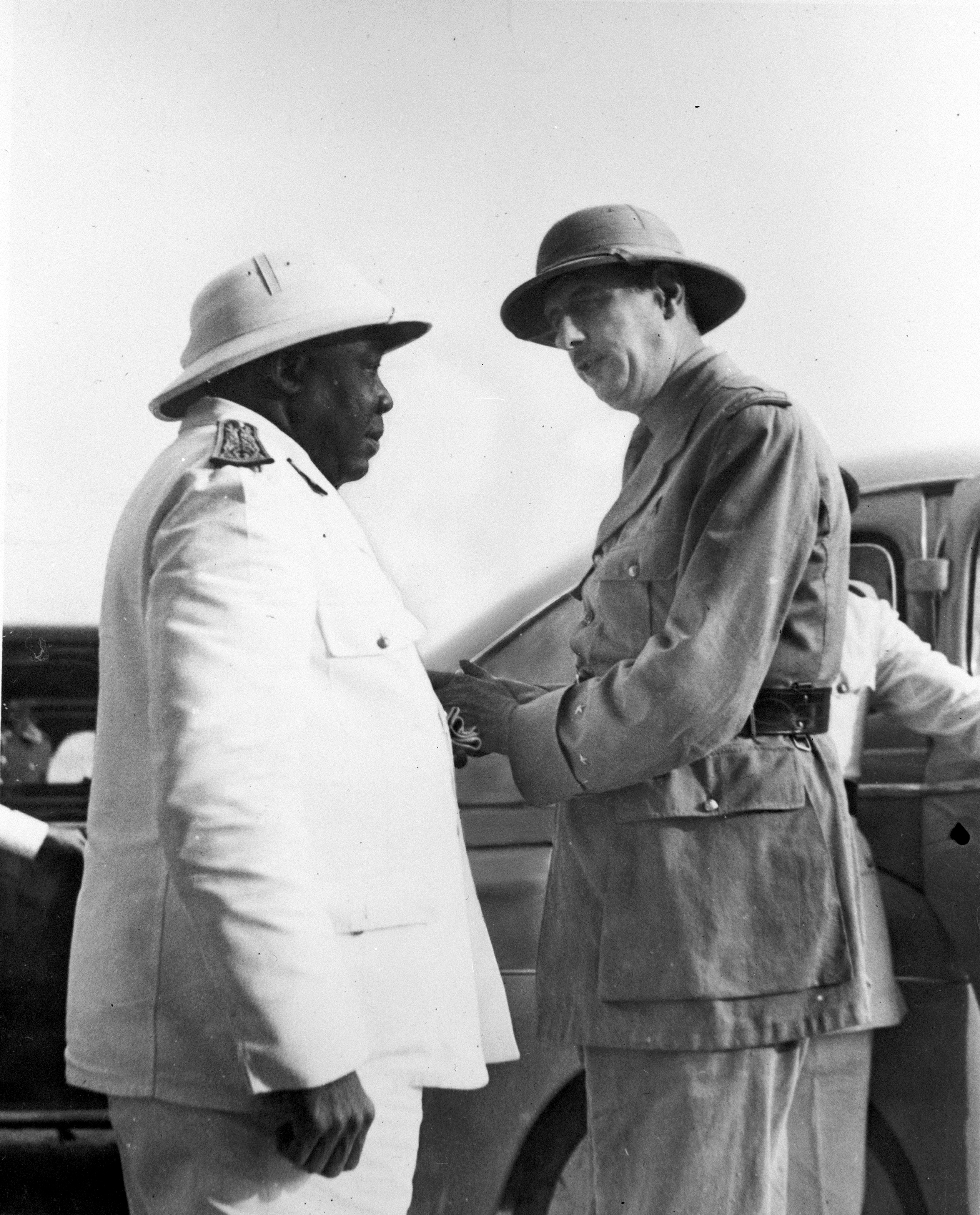
戴高乐接见乍得总督菲利克斯·埃布埃

同年10月27日，帝国国防委员会在布拉柴维尔成立，该委员会对内主要负责统筹管理效忠自由法国的殖民地，对外在法理上暂时作为自由法国的官方政府，其成员基本是各殖民地的总督和高级军官。戴高乐也借此机会重申自由法国是第三共和国的唯一合法继承者，并强调维希政府是“伪政权”。
1941年2月，自由法军调转兵锋向意属利比亚的昔兰尼加地区发动进攻，在库夫拉战役中勒克莱尔击败意军，进占库夫拉绿洲。1942年，自由法军又在英军长距离沙漠群的帮助下攻克费赞省部分地区。1942年底，自由法军与英联军合兵的黎波里塔尼亚，发起突尼斯战役。

### 亚洲和太平洋

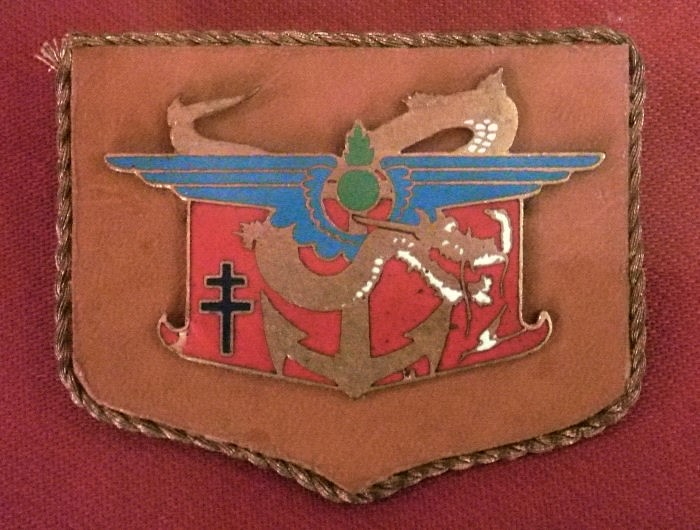
朗格拉德使命（Langlade Mission）自由法国远东（法属印支）服役勋章

法国在遥远的亚洲与太平洋上也有着相当数量的殖民地，而这些海外领在本土投降后同样面临着政治上的抉择。1940年夏季，法属印度、新喀里多尼亚、波利尼西亚及新赫布里底先后宣布效忠自由法国，引起了美国的注意。在之后的太平洋战争中，这些南太平洋岛屿成为了盟军对抗日本帝国重要的战略基地。
1940年9月，日本入侵效忠维希政府的法属印支，无力抵抗之下维希方面只好外交抗议了事。1945年3月9日，日本发起明号作战，史称三九政变，至五月完成了对法属印支的全面占领。但日本的统治并未维持多久，仅仅三个月后八月革命爆发，越盟率领下的革命军迅速瓦解了日本的军事管制。日本投降后，越南以北纬十九度线为界分别被划为中英受降区。
1940年6月至1943年2月间，华南的广州湾租界（Kouang-Tchéou-Wan 或 Fort-Boyard）由自由法国管辖。1940年法国陷落后，国民政府宣布承认流亡伦敦的自由法国并与其建立了外交关系。由于广州湾完全处于国统区内，因此开始其并未受到轴心国的攻击，直到1943年2月国军败退，该租界才告沦陷。

### 北美
1941年12月24日，自由法国海军少将埃米尔·穆塞利尔率领三艘护卫舰和一艘潜艇登陆圣皮埃尔及密克隆群岛，将这个海外领划入了自由法国的管制。而这个行动由于触犯了美国长期以来坚持的门罗主义政策而引发了后者外交抗议。另外，美国当时依然与维希政府保持着正式的外交关系，该行动使得首个美洲法属领地加入同盟国，美国政府担忧这可能促使贝当进一步向轴心国靠拢。
美国政府与自由法国的关系一向不好，小罗斯福对戴高乐始终抱有敌意，他深信这位将军要在法国建立军政府并成为一个独裁者，实则有可能是他觉得戴高乐风格强硬，在将来可预见的冷战中会带领法国成为独立于美苏的第三极。受到美国的影响，美洲的法属领地几乎是所有法国殖民地中倒戈最晚的一批，马提尼克直到1943年7月才宣布加入自由法国。

### 叙利亚与东非

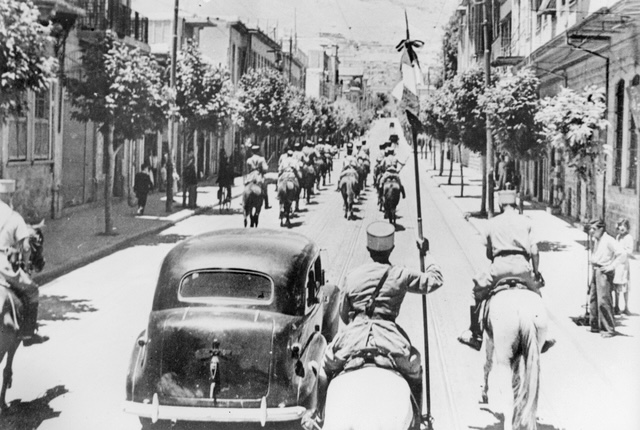
6月21日盟军攻克大马士革，一辆载着自由法军指挥官乔治·卡特鲁和保罗·路易斯·勒让蒂霍姆将军的汽车在切尔克斯骑兵 (Gardes Tcherkess) 的护卫下开入城市

1941年，英军在意属东非发起东非战役，意图夺取厄立特里亚与埃塞俄比亚地区，自由法军负责配合英军作战。
1941年6月，叙利亚-黎巴嫩战役（出口商行动）爆发，大英帝国本土以及各自治领的部队和自由法军组成联军参战。戴高乐在开战前曾向丘吉尔保证叙利亚的维希法军会响应自己的号召，然而实际情况与预想相去甚远，在维希政府的宣传下，当地驻军勇敢地与“世仇”（英国）作战，并将保卫叙利亚视为国家荣誉。自由和维希法军在大马士革附近遭遇，双方外籍军团（维希的第13半旅团与自由法军第6外籍步兵团）经过激烈交火后约有1,000人死亡。1941年7月12日，亨利·登茨将军和他的维希黎凡特军团最终向盟军投降。
叙利亚在战前即为法国的委任统治地，英军在占领后仍将其归还自由法国，乔治·卡特鲁被任命为黎凡特地区的高级专员。1943和1946年伊拉克与黎巴嫩在法国的安排下分别独立。尽管战役取得了胜利，自由法军却并不像预想的那样受到普遍欢迎：近38,000名维希法军战俘中只有5,668人自愿选择追随戴高乐，其余的人要求当局将他们送回法国本土。
1941年12月7日，日本袭击珍珠港，次日美国正式向德日宣战，与此同时纳粹德国发起的台风行动遭到挫折，德军在莫斯科城下损兵折将。自由法国原本暗淡的前景终于迎来了重大转机，此后胜利的天平不断向盟军倾斜，人们也开始意识到希特勒最终会被击败。法国国内对自由法国的支持显著增长。1942年的安东行动之后，德军对法国的占领完全丧失了合法性，维希法军士气大减，不再积极抵抗盟军。

### 法国国家委员会
随着自由法国影响力的增长，温斯顿丘吉尔建议戴高乐成立一个比帝国国防委员会更加正式的政府以彰显其正统性。1941年9月24日法国民族委员会在伦敦成立，这个委员会的职能依然是协调各殖民地及抵抗力量，但规模相较其前身更大。需要注意的一点是，尽管戴高乐在所有的抵抗运动领袖中最出名，但他并不是唯一组织了成规模抵抗军的人，亨利·吉罗在火炬行动后接管了北非的维希法军，一度成为戴高乐领袖地位的有力竞争者，甚至得到了小罗斯福的支持，但在权力斗争中败给戴高乐，被迫于1944年4月辞职隐退。
法国国家委员会成立的同日，美国国会通过对自由法国的租借法案，标志着其影响力的进一步扩大。

### 马达加斯加
1942年6月，为了防止安齐拉纳纳港成为日本海军向大西洋进攻的跳板，英军发起马达加斯加战役，意图在击败驻岛的维希法军后占领法属马达加斯加。11月5日，当地总督阿曼德·阿奈特终于向盟军投降，和发生在叙利亚的情况一样，仅有很少的一部分维希战俘选择加入自由法军，大部分人要求将他们遣送回国。战役结束后，自由法国将军保罗·勒让蒂霍姆被任命为马达加斯加高级专员。

## 1942年：北非战事

### 比尔哈凯姆战役

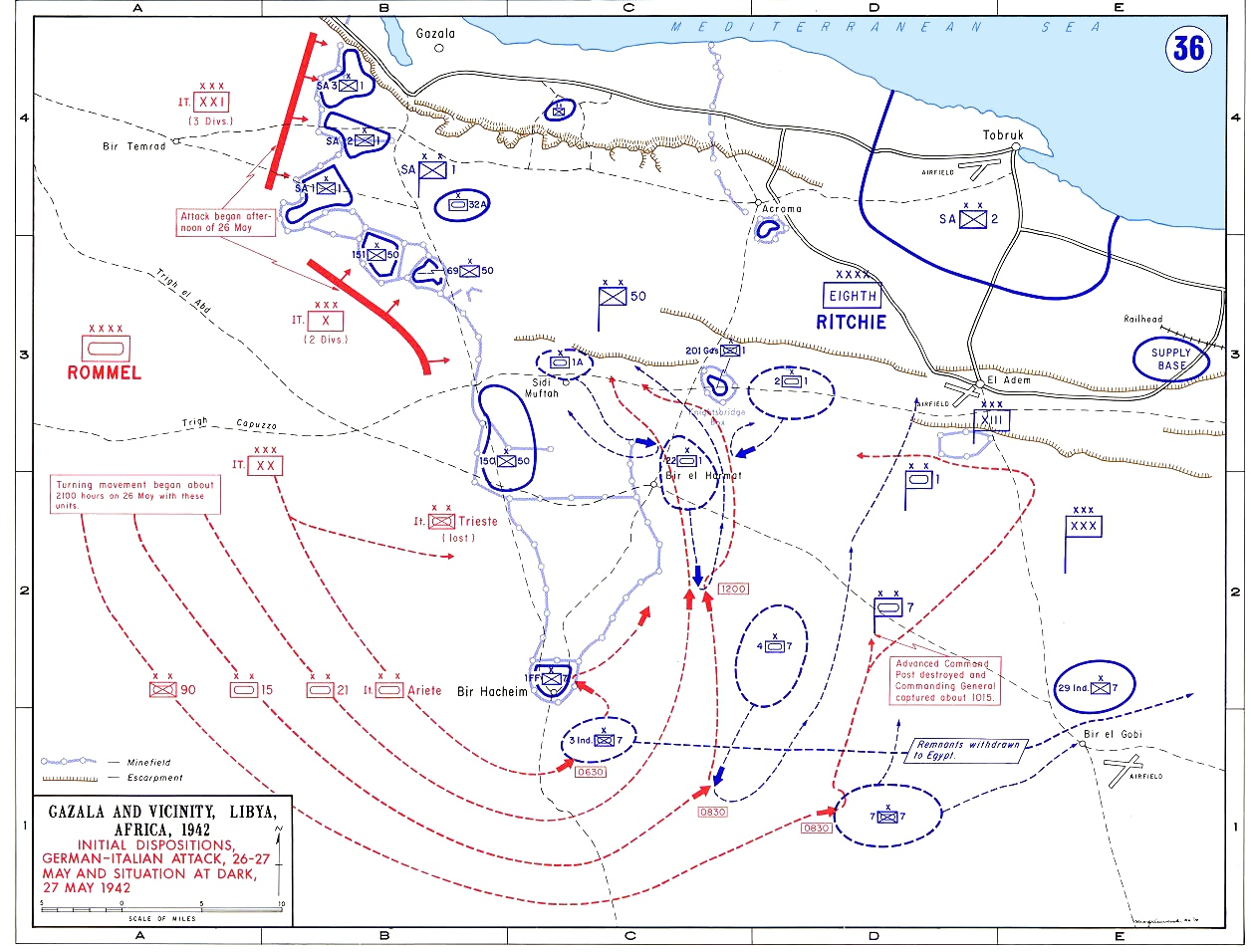
自由法军在比尔哈凯姆的顽强防御迟滞了隆美尔对加查拉盟军的包抄

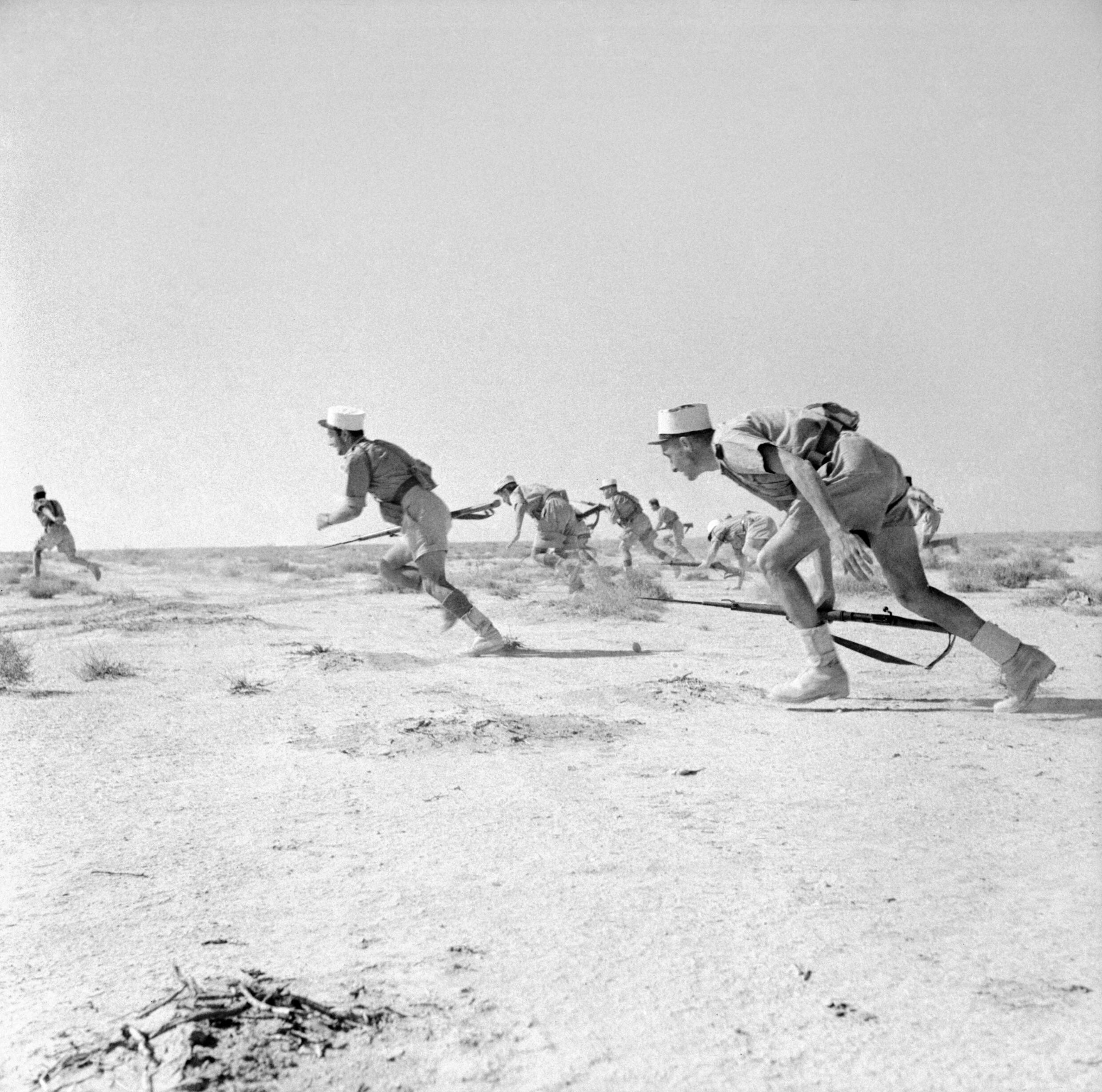
比尔哈凯姆战役中自由法军外籍军团向敌人的要塞发起冲锋，摄于1942年6月12日

1942年，随着德国援军在十字军行动后重整旗鼓，北非局势出现逆转，英军节节败退，埃尔温·隆美尔率军逼近加查拉防线，埃及王國和苏伊士运河受到了直接威胁。马里-皮埃尔·柯尼希负责指挥南翼的自由法军第一步兵师，他在比爾哈凱姆戰役中坚守阵地，与纳粹非洲军团从5月26日一直鏖战到6月11日，阻挡十倍于己的敌人半月之久，以伤亡370人代价打死打伤德军3,300余人，成功掩护盟军向阿拉曼撤退，同时也证明了自由法军在盟军中是一支不可忽视的力量。6月12日，也就是战斗结束的次日，英军总司令克劳德·奥金莱克在谈及这场战役时说道：“盟军应对法国部队和他们英勇的柯尼希将军报以极大的钦佩和感激之情”。就连希特勒也被自由法军的顽强所震撼，他对刚从北非战场返回的记者卢茨·科赫（Lutz Koch）说道：
你知道吗，先生？事实再一次证明我是对的，法国人是仅次于我们第二优秀的战士！哪怕是在如今的出生率下，法国仍随时能调集上百个师！战争结束后，我们必须得多找几个盟友才能压制住能取得如此壮举的国家，他们在比尔哈凯姆的表现已经震惊了整个世界。

德军少将弗雷德里希·冯·梅伦廷在他的回忆录《坦克战》里写道：
整个沙漠攻防战中，我们从未遇见过比那更持久、更英勇的抵抗。

### 火炬行动

#### 背景
1942年10月23日至11月4日间盟军在伯纳德·蒙哥马利将军指挥下与纳粹非洲军团爆发第二次阿拉曼战役，由于缺乏弹药、后勤和兵源补给，隆美尔终于被人数占优的英军击败，被迫从埃及撤往利比亚，北非战场迎来了转折点。

#### 登陆

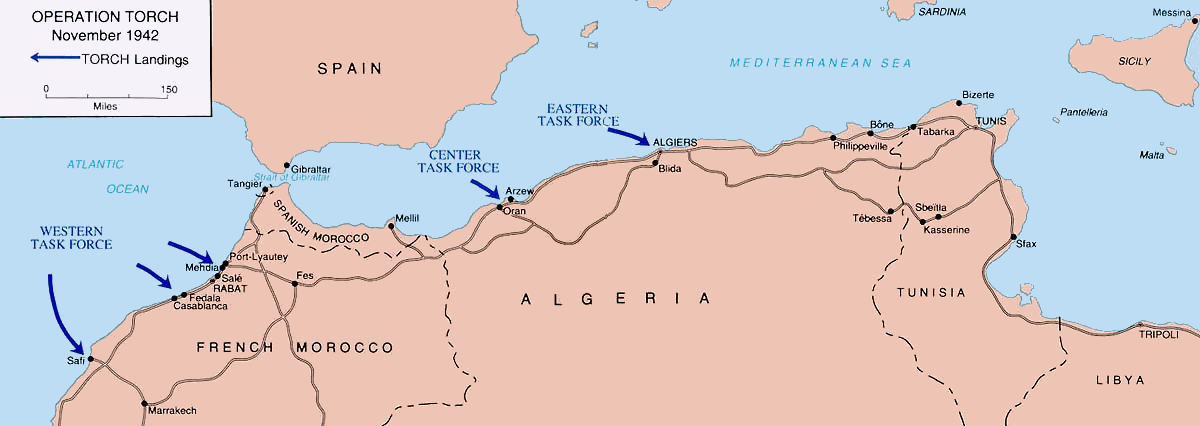
火炬行动中盟军大致登陆点

1942年11月16日，英美联军共计63,000人在法属摩洛哥与阿尔及利亚登陆，对法属北非发起了全面反攻。这次行动的长期目标是将德意军队赶回欧洲，控制北非与地中海，进而为1943年反攻意大利打开局面。盟军在进攻发起前依然认为维希法军只会做象征性抵抗，然而战斗开始后顽强的防御再次击碎了这种幻想。维希部队在北非拉锯战中遭受了惨重的伤亡，一名外籍军团士兵在看到自己的战友死于美军轰炸后写道：“自法国的陷落开始，没有一天我们是不想着获得解放的，然而我们却不想看到这种方式（的解放）。”

#### 维希殖民地的终结
11月18日，法国抵抗力量响应盟军的反攻在阿尔及尔发动政变，他们攻占市政厅并逮捕了多名高官（包括北非总指挥阿尔方斯·朱安，海军上将达尔朗等），还瘫痪了19军团的指挥系统，使其没有及时阻截盟军登陆。达尔朗被转交给盟军后，英美意识到这是一个换掉戴高乐的绝佳机会。美军上将艾森豪威尔先是批准释放了达尔朗，紧接着就与法属北非当局达成合作协议，后者将所有基础设施和防御工事转交美军，而达尔朗则被提名为法属西非和北非高级专员，这个举动彻底激怒了戴高乐，他拒绝承认达尔朗的地位合法。
亨利·吉罗是一名法国陆军上将，在法国战役中被德军俘虏，后被关押于德累斯顿的战俘营中。经过两年筹备，他在1942年4月成功越狱。11月10日逃到阿尔及尔后亨利与美国人合作，同意成为达尔朗的下属并接手在非洲的维希法军。同日晚些时候，达尔朗下达停火命令，维希法军开始成建制倒戈自由法国。不过这些新加入的军队面临缺乏武器与士气低落的困境。
达尔朗的二次倒戈使德国人对维希政权完全失去信心，尽管后者惊慌失措地向希特勒做出保证，元首仍然决定消除这个隐患。1942年11月11日，德意联军发起安东行动，公然违反第二次贡比涅停战协定，出兵占领之前保留给贝当政府之“自由区”以及法属突尼斯，该行动加速了维希法军的叛离。同月27日，维希非洲军团决定加入盟军，这支部队先在突尼斯作战六个月，1943年4月又作为法國遠征軍参与了对意大利的反攻。
1942年12月24日，达尔朗在阿尔及尔被年轻的君主主义者邦尼尔·德·拉·夏贝尔刺杀。尽管夏贝尔是亨利·达斯蒂尔·德拉·维热里领导的抵抗组织成员，但历史学家普遍认为这次暗杀是其个人举动，并未受到任何组织或国家的指使。12月28日，经过长期封锁，法属索马里兰的维希法军在攻击下被迫撤出。1943年1月，西印度群岛的瓜德罗普与马提尼克，还有拉美的法属圭亚那决定加入自由法国。11月自由法军接收到新一批租借法案中规定的武器，足以新武装8个师并归还之前租用的英国装备。

### 法国民族解放委员会

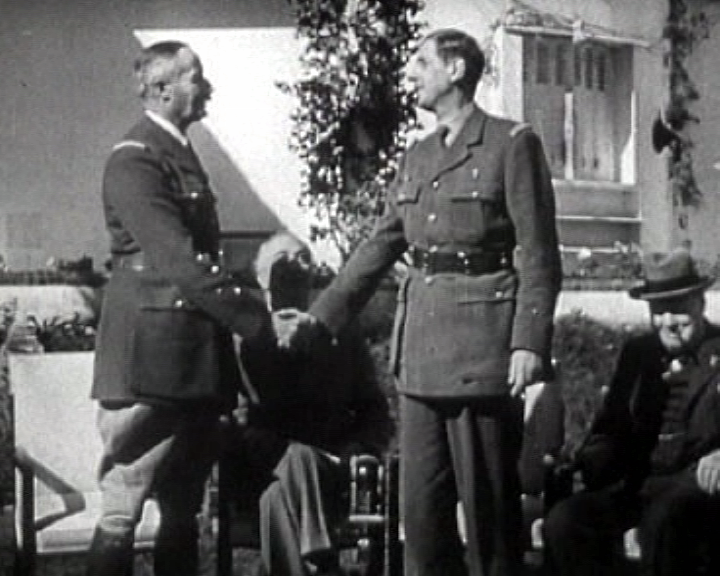
1943年1月，亨利·吉罗与戴高乐共同出席卡萨布兰卡会议，背景人物为丘吉尔和罗斯福

北非的维希法军在达尔朗的命令下纷纷倒戈自由法国，这促使纳粹德国开展安东行动以阻止维希政府倒向盟军，不过行动反而加速了维希法军意志的崩溃。至突尼斯战役打响时，前维希的非洲军团已经与自由法军完成了整合。
达尔朗遇刺后，亨利·吉罗得到美国支持成为其地位的实际继承人和自由法国内部戴高乐的有力竞争者。后者希望在法国谋取政治地位并同意作出一定的妥协，赞成由军事资历更深的吉罗担任法军总司令。值得怀疑的是，戴高乐下令逮捕了许多参与阿尔及尔政变的法国抵抗运动领导人，而罗斯福的代表罗伯特·丹尼尔·墨菲却没有对此提出任何抗议。之后美国人派让·莫内向吉罗施压，要求他废除维希政府制定的法律以增强自己的合法性。不久克雷米厄法令颁布，恢复了法属阿尔及利亚犹太人的公民身份，民主政体得到重建，集中营里关押的犹太人与共产主义者也被释放。
1943年1月，吉罗与罗斯福、丘吉尔和戴高乐参加了卡萨布兰卡会议。会议主要讨论了盟军对战争的总体战略，并承认吉罗和戴高乐对北非的共同领导。亨利·吉罗和戴高乐随后成为法国民族解放委员会的联合主席，该委员会于同年6月3日正式成立，主要负责整合火炬行动后自由法国获得的北非领地。

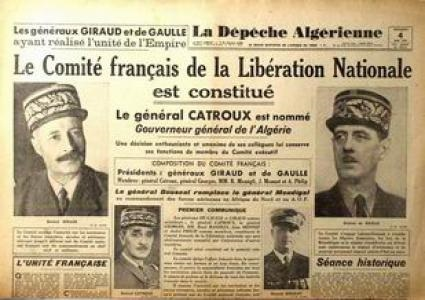
1943年6月4日《阿尔及利亚新闻报》以法兰西民族解放委员会的成立作为头版标题

民族解放委员会在阿尔及尔继续起到临时政府的作用，征集了更多部队，并协作盟军重新组织、训练和装备了自由法军，为将来的意大利战役和突破德国大西洋壁垒做准备。此外，戴高乐认为亨利·吉罗与维希政权的联系太紧密，并且对美国人言听计从，两人继续进行权力斗争。之后由于发表同情国家社会主义的争议言论以及在审判中公开支持前维希官员皮埃尔·普切乌，越来越多原本吉罗的支持者变成了戴高乐派，而其本人则逐渐边缘化，最终在1943年11月的政府改组中被解除联合主席职务。次年4月，法军总司令头衔取消，无法忍受被调任闲职的吉罗选择在马札格兰退休。

### 东线战场
诺曼底-涅曼中队是自由法国空军下属的一个战斗机编队，1942年9月在戴高乐的建议下于黎巴嫩里亞格成立，初名“诺曼底中队”，在东线战场由苏联第一航空军指挥。该团闻名是因为其为二战期间参加东线战事的唯一一支西方盟军空中作战部队（英国皇家空军和美国陆军航空队的短暂干预除外），也是唯一一支一直与苏联并肩作战，直到欧洲战场结束的盟军部队。

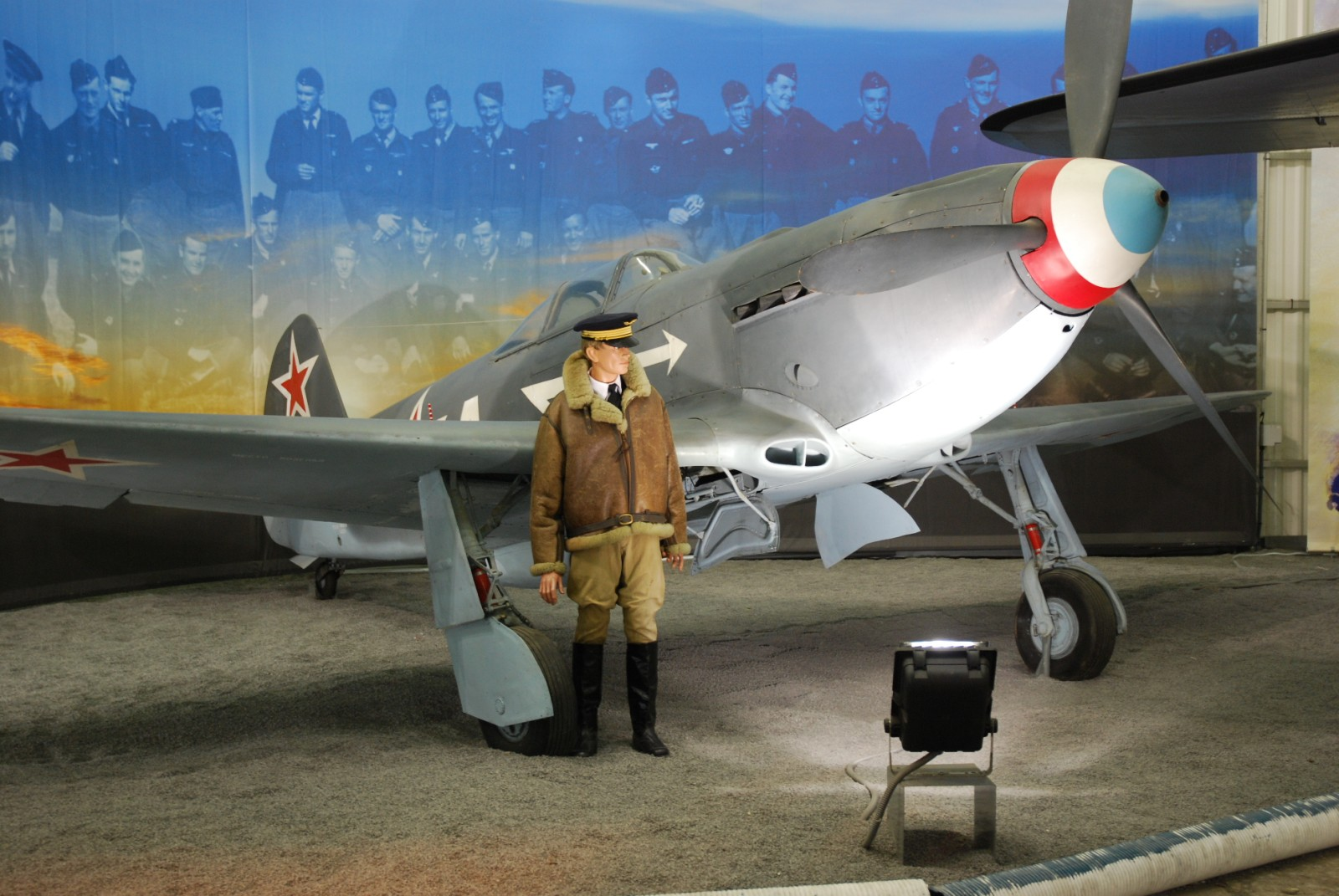
自由法国空军诺曼底-涅曼中队的雅克三型战斗机，今保存于勒布尔歇法国航空博物馆

该部队最初隶属于自由法国空军的第三战斗机大队，由让·图阿斯内（Jean Tulasne）指挥。由于戴高乐认为法国军人在各个战线上同时服役可以增加自由法国日后复国时的筹码，因此该编队被派去援助苏军。其在1943年3月22日至1945年5月9日期间共计参加三场战役，摧毁了273架敌机，并获得了来自法国和苏联政府的大量训令嘉奖与荣誉勋章，其中包括荣誉军团勋章和红旗勋章。约瑟夫·斯大林因该中队在维尔纽斯攻势中掩护苏军强渡涅曼河而在其原名前加“涅曼”作为荣誉称号。

## 1943年：反攻欧陆

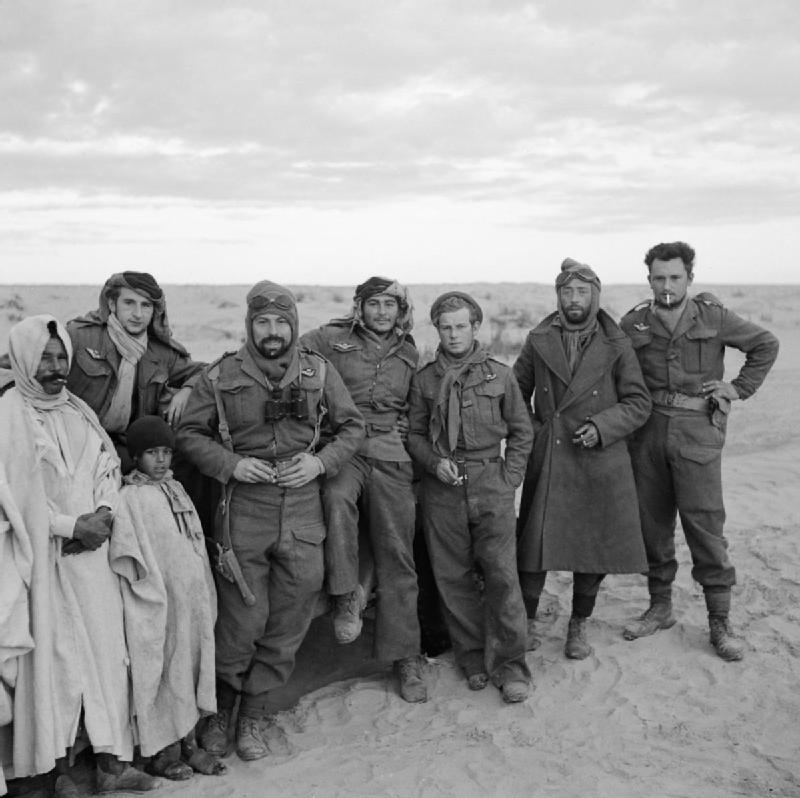
法军第1海军陆战伞降团的士兵在突尼斯的加贝斯-托泽尔一带

自由法军在突尼斯战役中与英联邦军队一起从法属北非的南部发起攻势，而前维希的非洲军团则与刚登陆的美军由西向东推进，双方部队最终在突尼斯会师。该地区的战斗随着轴心国军队于1943年7月向盟军投降告一段落。
在1943-1944的意大利战役期间，自由法军总计有大约7万至13万人参战。法国远征军中60％是殖民地士兵，主要为摩洛哥人，剩余的40％白人则多数是黑脚。这些士兵参加了攻破冬季防线和古斯塔夫防线的战斗，并在卡西諾山戰役中表现出色。然而摩洛哥古米尔人在这些行动中大规模强奸和杀害意大利平民，造成摩洛哥人事件，被认为是盟军在战争期间犯下最严重的大规模暴行之一，而这些行为往往是在法国军官冷眼旁观，甚至是鼓励的情况下发生的。而法军针对平民的暴力事件甚至直到罗马解放后仍时有发生。由于此事被纳粹的宣传机构拿去抹黑盟军，特别是自由法军，后追授法国元帅的让·德·拉特尔·德·塔西尼将军不得不作出澄清，宣称此事件仅为孤例。
1943年9月，随着意大利新政府与盟军达成停战协定，重组的法国第一军登陆意占科西嘉岛（维苏威行动），将其从法西斯的统治下解放了出来。

## 1944年：解放本土
1944年6月，盟军发起大规模两栖作战，登陆诺曼底，旨在为霸王行动夺取一个欧陆桥头堡，对法国本土的解放开始。尽管行动初期诺曼底特有的博卡日地形与纳粹军队依托大西洋壁垒进行的顽强抵抗大大拖慢了盟军的推进速度，其依然在7月25至31日的眼镜蛇行动后突破阿夫朗什，粉碎了德军将登陆部队封堵在半岛上的企图。8月14日，龙骑兵行动开始，美法联军登陆普罗旺斯，与此同时法国游击队发起全面起义，驻法德军为了防止陷入被两面夹击的窘境，迅速组织了撤退，至1944年9月，法国全境基本解放。

### 诺曼底登陆与龙骑兵行动

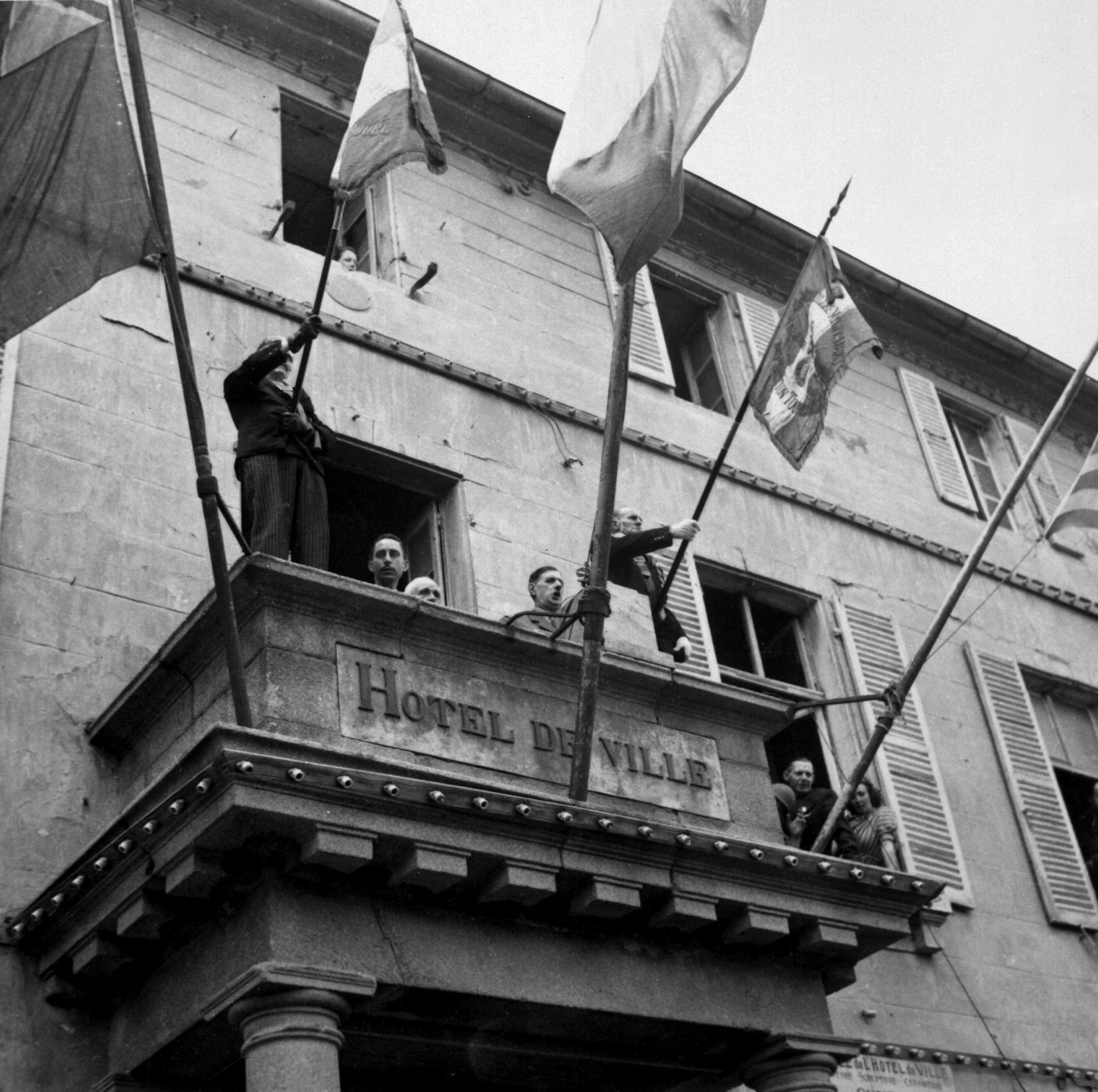
1944年8月20日，夏尔戴高乐作为新成立的临时政府总统站在瑟堡市镇中心阳台向民众演讲

为了缓解德军在东线施加的巨大压力，开辟“第二战场”成为了盟国，特别是苏联在1943年的当务之急。虽然意大利已于9月的卡西比尔停战协定后退出战争，但纳粹德国迅即发起轴心行动占领了亚平宁半岛中北部。狭长半岛易守难攻的多山地形意味着德军仅需有限的部队就足以保护和维系其在意北扶植的法西斯傀儡，盟国短时间内难以取得更大突破。意大利战场陷入僵局后，从英吉利海峡向法国本土发起大规模登陆作战的计划便被提上了日程。早在前一年，加军和数百名英国突击队就发起过试探性的迪耶普战役，结果防御严密的法国港口使登陆伤亡惨重。为此，盟军为新的作战计划进行了一系列准备工作，如修建人工港口（桑葚港）及多个浮动码头，铺设海底输油管线（冥王星行动），对法国的铁路系统和德军基建设施进行密集轰炸（运输计划），以及大范围的军事欺骗，像是编造美国第一集团军群这样只存在于纸面上的虚拟部队让德国人相信盟军的登陆地点会选定在英吉利海峡最窄处的加莱附近。

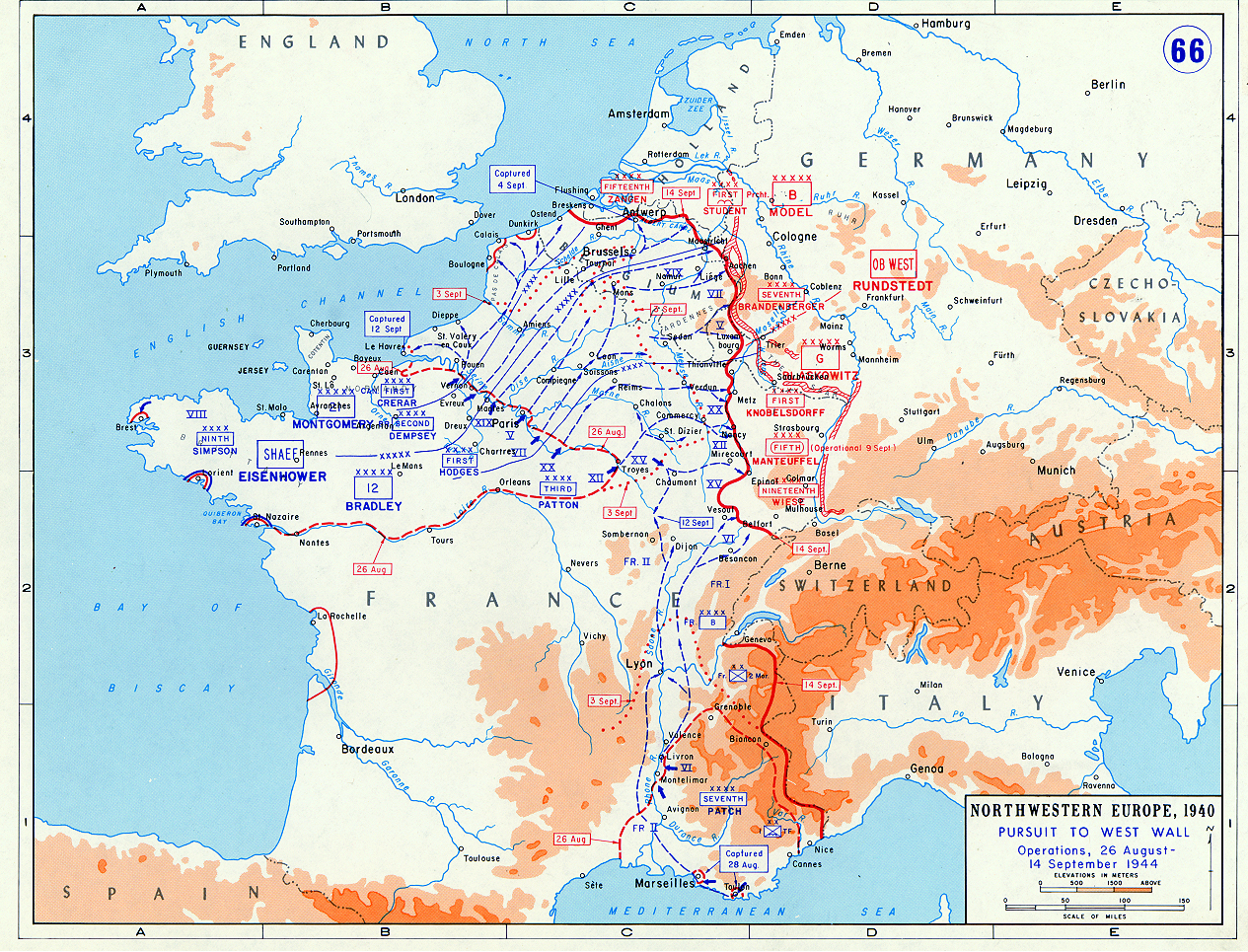
1944年西线盟军的行动

在诺曼底登陆前后，自由法军总人数已达到约50万，还有隶属于英特种空勤团的900名伞兵。1944年8月1日，勒克莱尔率领法国第二装甲师在犹他海滩登陆，紧随其后踏上故土的是自由法国其他部队。
卡昂作为诺曼底地区的最大城市，盟军原计划在D日当天攻克，然而英加部队和驻守德军却陷入了血腥的拉锯战，以至于整座城市在战斗结束后几乎找不到一栋完好的建筑。七月下旬，乘着纳粹的注意力被卡昂战役吸引，美军发起眼镜蛇行动迅速突破了德军左翼，冲出半岛沿海岸线向布列塔尼进军。法国第二装甲师参与了封锁法莱斯口袋的战斗，这场包围战俘虏了超过50,000名德国人。

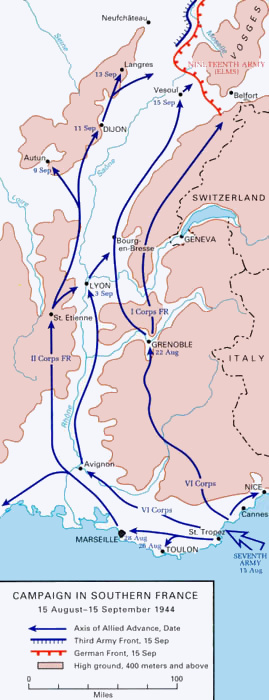
盟军于普罗旺斯登陆后沿罗讷河谷进行的机动

盟军登陆前，本土游击队已进行了数周激烈抵抗。在特別行動執行處与战略情报局的支持下，抵抗组织配合运输计划发起的大规模轰炸系统性破坏了铁路，摧毁桥梁并切断德军之补给线，同时向盟军提供了前者的布防情况。游击战不断给德军造成伤亡，大片偏远地带成为了他们的禁区，而“马基”们却可以来去自如，这种农村游击队得名于法国南部常见的马基斯灌丛带，此类地形给抵抗者提供了理想的掩护。德军曾调集近万人对韦科尔地区进行扫荡并取得胜利，不过诸如该类连绵不断之敌后运动大大加速了盟军于普罗旺斯登陆后的推进。
曾在意大利作战的法国远征军主力从意大利前线撤出后被编入塔西尼将军指挥的法国第一集团军，并与美國第七軍團合并，组成美国第六集团军群。正是这支部队执行了入侵法国南部的“龙骑兵行动”（也称“铁砧行动”）。计划中法国第二军的目标是占领土伦（法国最大军港）和马赛（法国最大商港）两座城市的港口，以保障登陆部队补给线。那里驻防的德军大多是二线部队，还包括相当数量的东方军团成员，以及仅仅一个装甲师，即第11装甲师。盟军在登陆过程中只遭受轻微伤亡，接着便沿罗讷河谷和拿破仑之路对仓皇撤退的德国人展开了全力追击，12天内法军就完成战略目标并歼灭德军两个师。随后在9月12日，法国部队成功与乔治·巴顿率领的美国中央陆军会师。土伦和马赛很快不仅向第六集团军提供补给，还为奥马尔·布拉德利将军的第十二集团军群（其中包括巴顿的部队）保障了后勤。次年塔西尼指挥下的法国第一集团军成为第一批进抵莱茵河与多瑙河的盟国部队。
随着德军大规模撤退，1944年11月右翼的法国解放军占领阿尔萨斯-洛林并向阿尔卑斯一带的德军发起进攻，而中线则由从南向北推进的美军（第十二集团军群）和北部的英国及英联邦军队组成（第21集团军群）。在左翼加拿大军队扫清了英吉利海峡沿岸的残敌，并于当年9月4日占领安特卫普。

### 解放巴黎
7月20日密谋失败后，希特勒下令绝不能让巴黎落入盟军之手，一旦遭到威胁就将其摧毁，他对于华沙也有相似的计划（华沙起义后由武装党卫队执行）。8月9日，赖伐尔抵达巴黎，他希望能与美国人合作，委托某个第三共和国政府成员在巴黎组建政府，这样维希政权在法理上就会成为一个必要的过渡，掩饰先前纳粹傀儡的性质，然而这个计划随着一周后德军对政府成员的强行转移而破产。
基于德军摧毁巴黎的风险和其他战略考量，德怀特·艾森豪威尔计划绕过这座城市。与此同时，巴黎工人自1944年8月15日起发动总罢工，几天后升级为当地抵抗组织的全面起义。鉴于巴黎附近的盟军始终没有动作，戴高乐和自由法国政府开始向艾森豪威尔施压。将军本人对这种拖延感到极为愤怒，他不愿意在巴黎重现华沙起义失败后于波兰首都发生的惨剧，之后戴高乐甚至命令勒克莱尔指挥第二装甲师脱离盟军，单枪匹马向巴黎发起进攻。最终，艾森豪威尔同意调派美国第4步兵师支援法军。

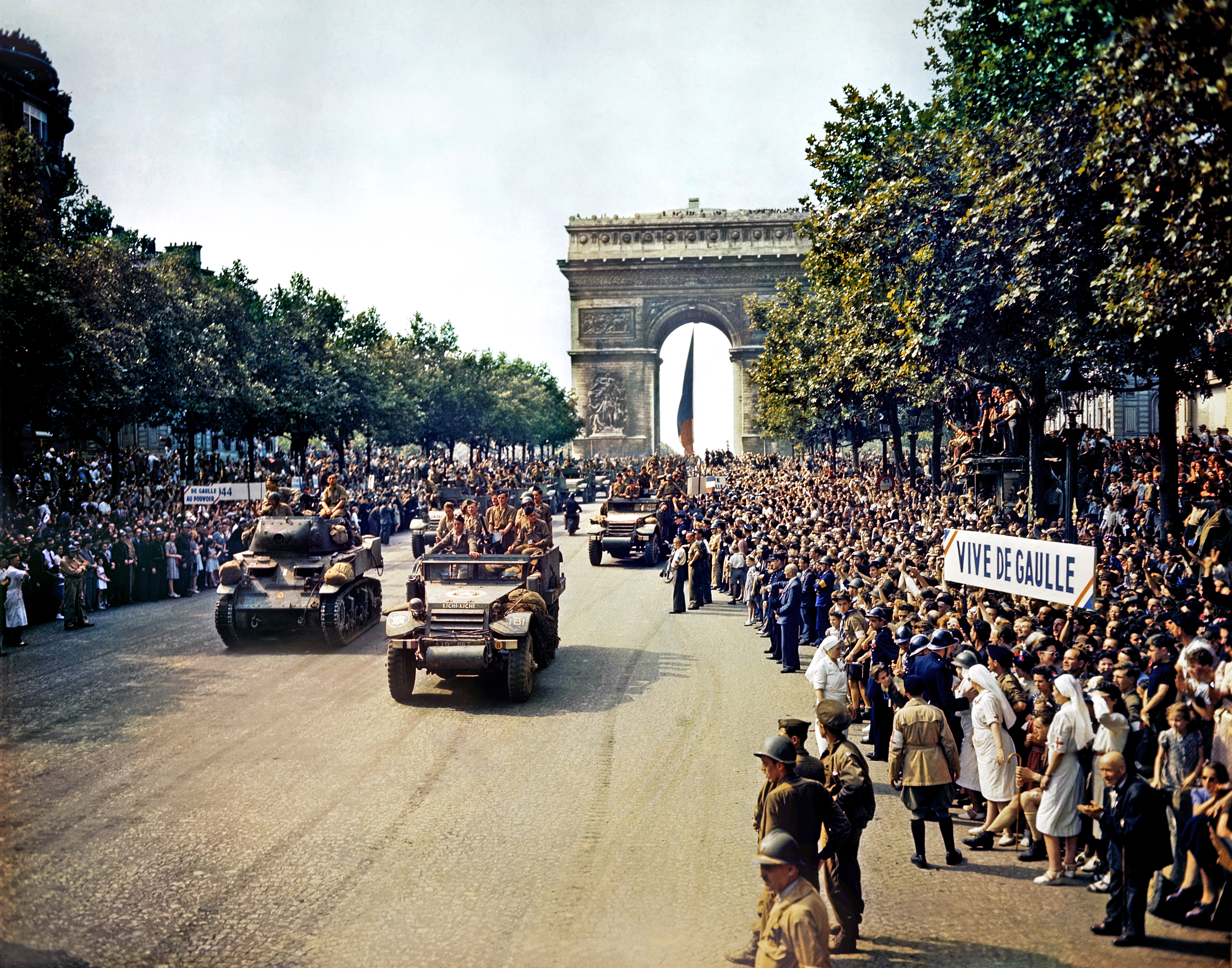
1944年8月26日，法国第二装甲师于巴黎解放后沿香榭丽舍大街游行，画面右侧白底标语:“戴高乐将军万岁”

盟军远征部队最高司令部（SHAEF）要求进入巴黎的自由法军要尽可能全由白人组成，然而由于法军编制中存在大量西非黑人，想要保证这点相当困难。勒克莱尔最终决定派出一支分遣队先行抵达巴黎，第二装甲师（由10,500名法国白人，3,600名马格里布人与乍得军团第三营第九连主要是共和军流亡者的350名西班牙人组成）则在次日跟进。这支先遣队由雷蒙德·德龙上尉指挥，有幸成为第一支先于第二装甲师进入巴黎的盟军部队，登陆宝剑海滩自由法国海军陆战队的第一营突击队也在这批法军当中。
8月25日，巴黎军政长官迪特里希·冯·肖尔蒂茨无视希特勒要求战斗至最后一人并摧毁城市的命令，向法军投降。欢呼雀跃的人群涌入街道庆祝着巴黎解放，戴高乐和自由法军以及随后到达的美国第28步兵师于次日沿香榭丽舍大街举行阅兵式，留下了历史性的一幕。

### 临时政府
1944年6月3日，也就是D日前三天，戴高乐应丘吉尔邀请从阿尔及尔飞抵伦敦，同日共和国临时政府取代之前的民族解放委员会正式成立，标志着法国共和体制之重建与自由法国法理意义上的结束。本土解放前夕，临时政府面临的当务之急是保证法国将来不会受盟国军事管制以及丧失任何主权，还有便是维持解放区的后方秩序。
随着8月25日巴黎解放，临时政府迁回首都并在次月9号建立起新的“联合政府”，成员包括戴高乐主义者、民族主义者、社会主义者、共产主义者甚至无政府主义者，团结了政治上四分五裂的前抵抗组织。新政府的外交政策目标主要是确保战后法国作为盟军一员对德进行军事占领以及获取安理会常任理事国席位，自然这需要其在西线的巨大军事贡献来支持。

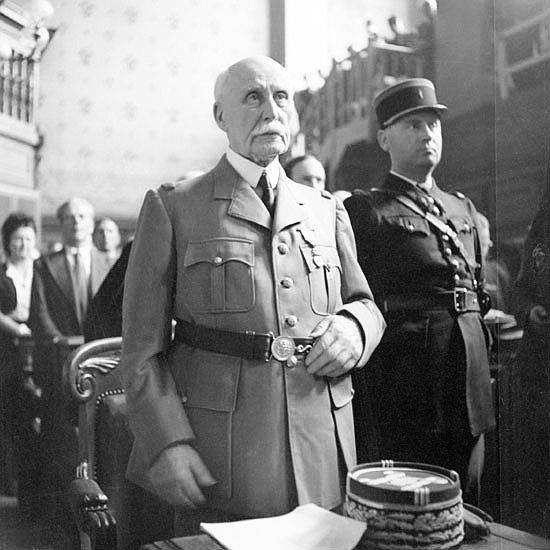
1945年7月30日，贝当作为维希政权首脑在巴黎受审

在法国，对战时与纳粹占领军合作人员的官方审判（合法清洗）很快开始，数个据称的维希政府效忠者被指控参与了由党卫军少校约瑟夫·达南德建立的准军事法西斯组织法兰西民兵而进入监狱。民间则出现了完全不经审判的私刑处决（野蛮清洗），妇女们因据传与德国人发生性关系，进行了所谓“床榻合作”，就被逮捕剃头甚至游街展示，其中部分为暴徒殴伤。
8月17及20日，皮埃尔·赖伐尔和贝当在德军“护送下”先后来到贝尔福，随后两人于9月7日被强行转移至德国南部的锡格马林根飞地，在那里贝当与他的1,000名追随者（包括路易-费迪南·塞利纳）建立起流亡政府以挑战巴黎政权的合法性。为了抗议对他的强制转移，贝当拒绝就职，最终由费尔南·德·布里农代任。次年4月22日，也就是阿尔及利亚第三步兵师占领斯图加特的同一天，法军到达该镇并逮捕流亡政府成员，维希法国宣告结束。1942至1944年担任维希政府总理的赖伐尔以叛国罪被处决，“法国国家元首”、“凡尔登的英雄”贝当也被判处死刑，但戴高乐将其特赦为终身监禁。
作为1944年至1945年间法国的战时过渡，临时政府存在的主要目的是重建本土在沦陷后崩溃的各项制度，并作为盟军主力之一继续对德战争。它还做出了几项重要的改革和决定，例如赋予妇女投票权、建立国家行政学院以及为将来法国的社会保障制度奠定基础，临时政府一直延续到1946年10月14日法兰西第四共和国成立为止，其为后者制定了一部新宪法。

## 1945年：战争结束
1944年末至次年年初，随着苏军与盟军分别从维斯瓦河及莱茵河向德国本土推进，德军在东西两线构筑的防御迅速崩溃，二战的欧洲战场逐步进入尾声。1945年4月柏林战役爆发，苏军于是月底攻入纳粹德国首都，元首希特勒自杀，海军元帅邓尼茨接任总统后立刻开始筹划与盟军的和谈事宜。5月8日国防军最高统帅部正式签署投降书，持续近五年的战争宣告结束。

### 西线盟军的行动

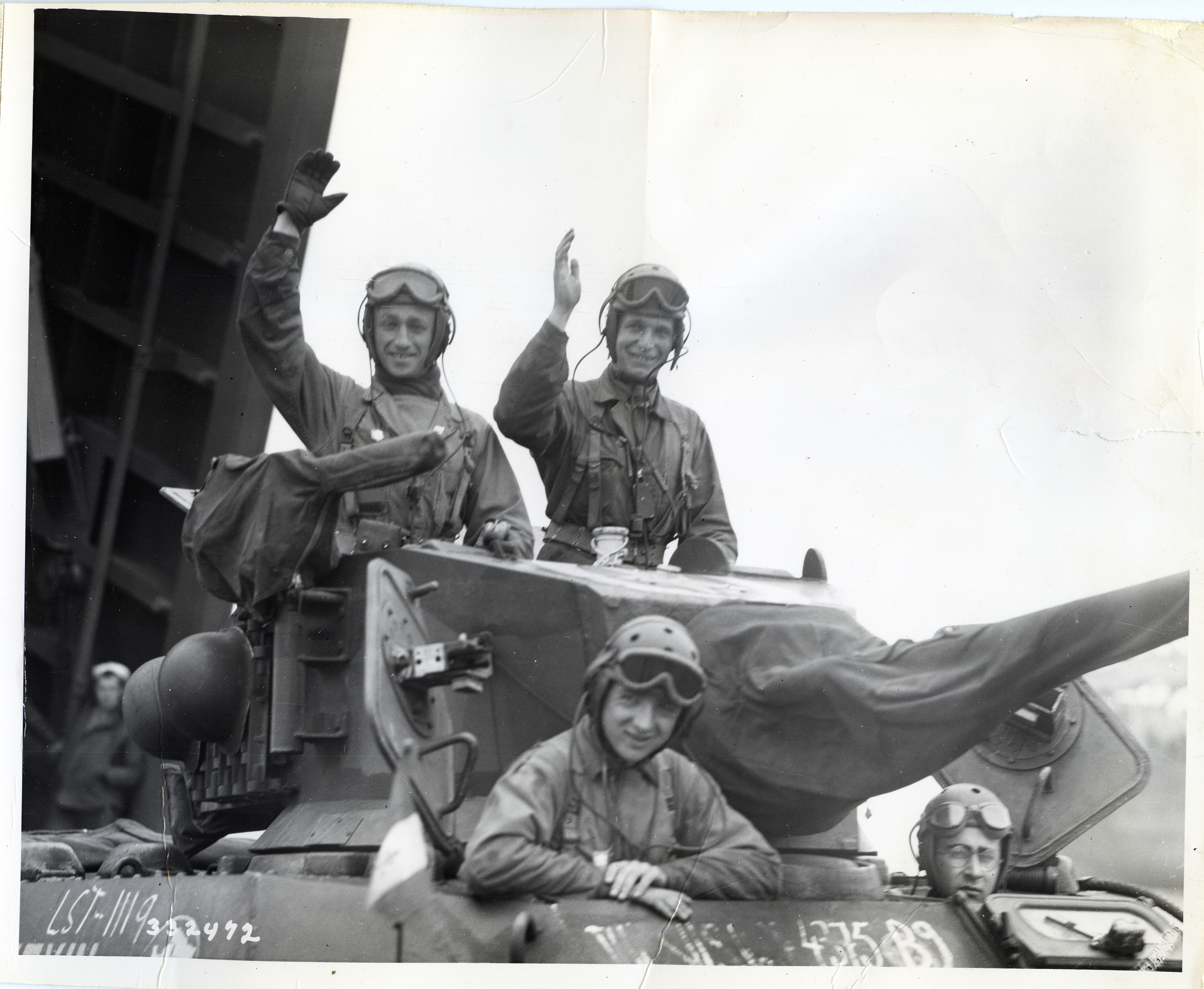
1944年8月法军第二装甲师的坦克兵

1944年9月，自由法军规模达到56万之众（包括176,500名黑脚、63,000名本土白人、233,000名马格里布人以及来自撒哈拉以南非洲的80,000黑人）。为了尽早朝莱茵河与德国本土推进，临时政府大量征召新兵，同时采用久经战阵的内务部队成员作为军事干部和预备精锐辅助训练，迅速重建并扩编了法国陆军。尽管德军过去对法国本土的占领造成了经济混乱，然而受益于租借法案，新建部队装备精良且补给充足，数量在当年末更是猛增到100万。法军主要在阿尔萨斯-洛林和阿尔卑斯地区作战，还负责围攻戒备森严的法国大西洋海岸潜艇基地，为了抵抗盟军的登陆，希特勒于1941年初下令在大西洋壁垒沿线建立多个混凝土制的U艇船坞，这些地处拉罗谢尔和圣纳泽尔等沿海港口的坚固基地始终未能被攻克，在45年5月德国投降前起到作为楔子在后方牵制盟军兵力的作用。
8月底为了缓解法国铁路系统被破坏造成的后勤问题，盟军发起红球快递计划，利用高速公路和运输卡车进行补给，此时西方战线沿着比利时东部及北部边境与洛林稳定了下来。之后盟军的推进速度就大大减缓，攻守双方沿着齐格菲防线互相拉锯，44年冬季美军先行发起许特根森林战役，然而因伤亡惨重却收效甚微而被迫停滞。次年1月德军在突出部之役中试图反攻，失败后其部队遭到重创，盟军这才得以于1945年的头几个月逐步向莱茵河转进。

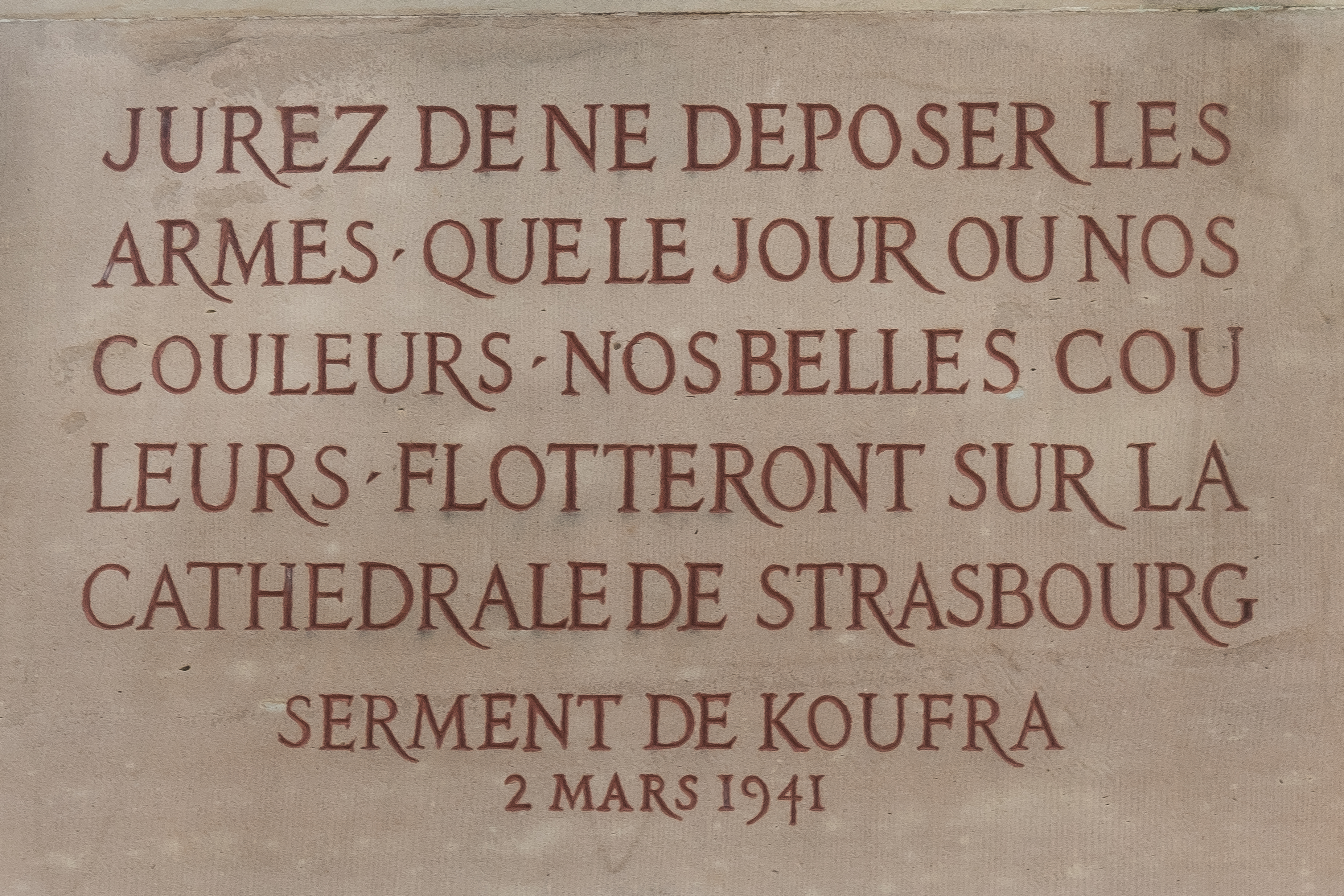
斯特拉斯堡主教座堂附近库拉夫誓言的纪念牌

1944年11月，法国第一军在一次奇袭后夺取贝尔福隘口，德军认为他们已经开挖战壕准备过冬。然而第二装甲师作为参与了诺曼底登陆和解放巴黎的法军精锐，迅速于当月23日攻克地区首府斯特拉斯堡，成功兑现近4年前库夫拉战役后指挥官勒克莱尔的誓言，“在我们的三色旗，我们美丽的三色旗飘扬在斯特拉斯堡大教堂上空之前，（我们）发誓绝不放下武器”，而当年他攻占那个意大利要塞时麾下甚至不满连级的单位，如今已成长为一支满编装甲师。
法国第一装甲师隶属于前述登陆普罗旺斯地区第一集团军下属的第一军， 其是首个到达罗讷河（1944年8月25日）、莱茵河（1944年11月19日）与多瑙河（1945年4月21日）的西方盟军部队。1945年4月22日，也是它攻克巴登-符腾堡州的西格马林根，逮捕了包括贝当元帅在内被纳粹当局安置在霍亨索伦家族城堡的维希流亡政府成员。第一集团军之后参与阻截了1945年1月西线敌人的最后一次大规模反扑，并于同年1月下旬至2月初在美国第二十一军协助下消灭了科尔马包围圈里的德國第19軍團大部。4月，第一集团军在黑森林围歼党卫军第18军并横扫德国西南部。其在战争中获得的座右铭（莱茵与多瑙）纪念着这支军团穿越两条德国大河的壮举。
1945年5月第二次世界大战欧洲战场结束，自由法军总数达到1,300,000人，编制包括大约40个师，在欧洲战场的盟军里排名第四，仅次于苏联、美国和英国。临时政府紧接着便向太平洋派出远征军团以夺回先前丢失的法属印度支那，但日本投降后越盟随即发动八月革命，在军团到达前于9月2日抢先宣布独立。

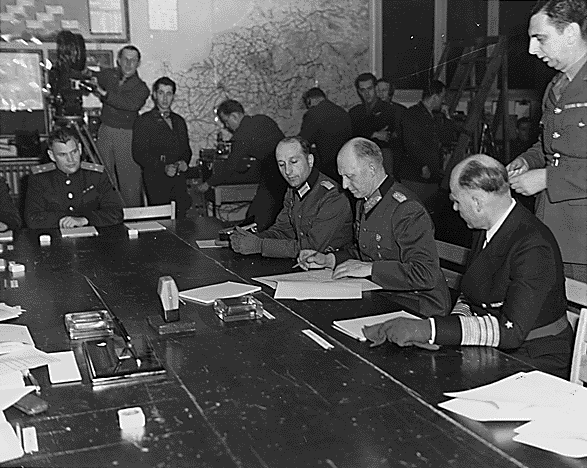
德军大将阿尔弗雷德·约德尔在兰斯签订无条件投降书

此时阿尔方斯·朱安任法军总参谋长，不过5月7日在兰斯代表法国对德受降的却是弗朗索瓦·塞维兹将军，而于欧战胜利日率团赴柏林参加国防军投降签字仪式的则为第一集团军总司令塔西尼。苏美英在先前之雅尔塔会议上已决定三方对德进行分区占领，不过之后法国也获取德国、奥地利和柏林市内的占领区，使其不仅摆脱了先前贝当政府扮演的“纳粹合作者”形象，以自由法国胜利的光荣洗刷了先前屈膝投降的耻辱，还确认了这个传统西欧资本主义大国在冷战中继续享有的战略性地位与关键作用。
自1940年起至45年战争结束，共计约有58000名自由法军各类人员战死。

### 二次大战的胜利

1946年除去已割让的东部领土和阿尔萨斯洛林，盟军对德国剩余部分占领区的划分

1944年6月3日法兰西共和国临时政府成立后，戴高乐自任为临时总统，然而二战三巨头（罗斯福、斯大林和丘吉尔）并不认可他的新职位，双方因此产生了激烈冲突。尽管早在自由法国成立之初，丘吉尔便承认戴高乐流亡政府的领袖地位，然而他却不是名正言顺的民选总统。最终在“联合政府”成立一个月后的10月23日，三巨头才承认了其合法性。
戴高乐于巴黎解放后的讲话中指出，“亲爱的、令人钦佩的盟军已经帮助我们成功将侵略者赶出了祖国，但这还不足以使我们感到志得意满。我们想以，也应以胜利者的姿态进入德国领土”，戴高乐显然希望法国像三巨头一样被视为二战的胜利者，尽管德国无条件投降书第一款表明其他西方盟国并不认同这一看法，然而随后对占领区的划分巩固了戴高乐的野心。

## 自由法国人

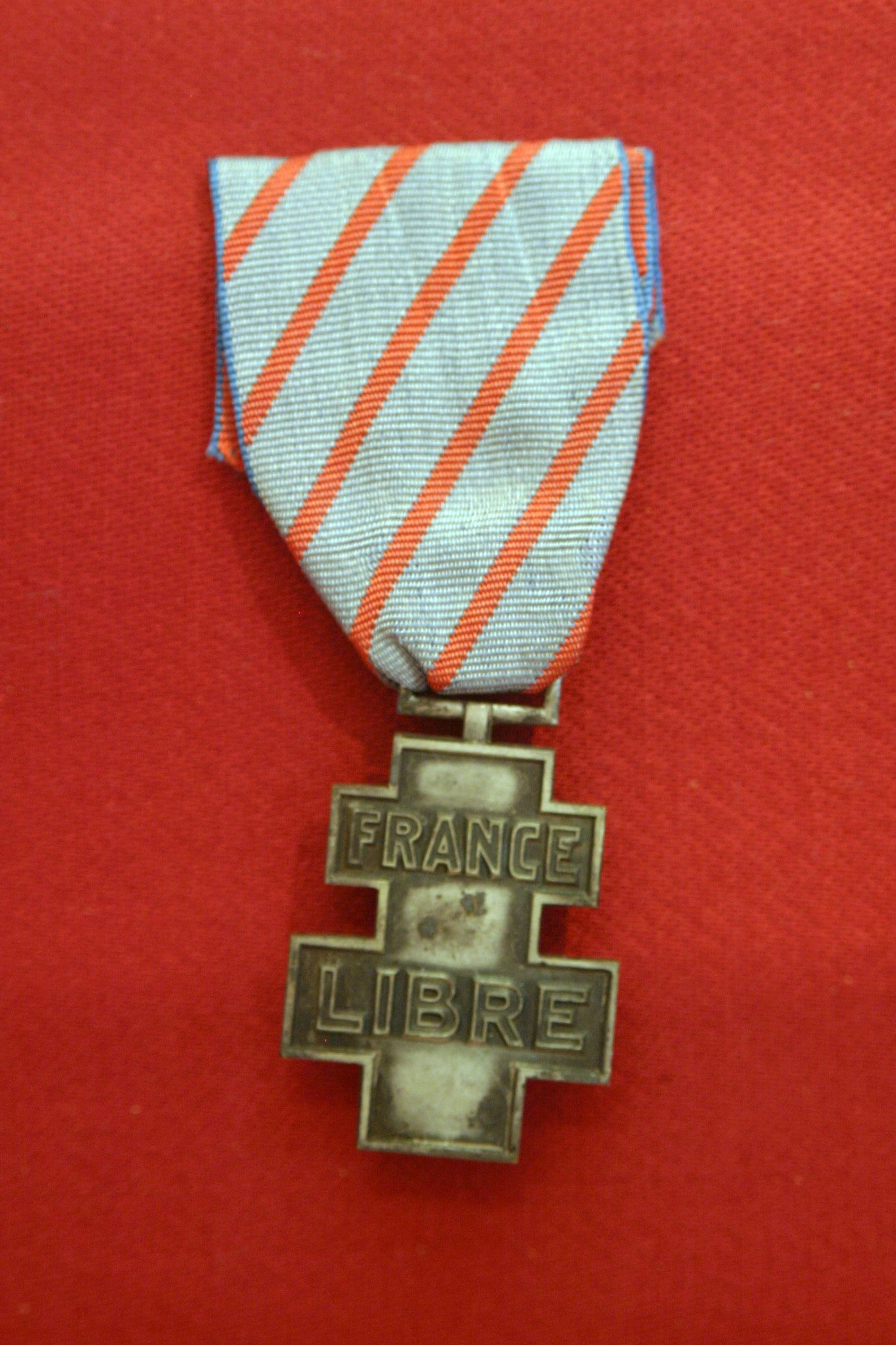
自由法国志愿役纪念章

在1943年8月前，如果要成为一名“自由法国人”，可以加入法国国家委员会的军队，也可以通过受聘为该委员会的文职人员来获得此身份。1943年6月初，法国国家委员会与前维希政府在北非的代表合并为法国国家解放委员会，8月1日，自由法军和维希政府的非洲军团（1940年签订停战协议后，由于纳粹德国的军事限制极为苛刻，因此维希法国只保留了很少的部队，非洲军团是其中的主力）组成法国解放军（Armée française de la Libération），在此之后自由法国招收的所有军事人员都会被编入这支军队。
在许多文献中，“自由法国人”描述的是任何在1940年的停战协定后依然与轴心国战斗的个人或单位。战后，为了平息国内关于“自由法国人”荣誉的争夺，法国政府给出了该术语的官方定义：根据1953年6月的内阁令（instruction ministérielle du 29 juillet 1953），只有在1940年法德达成停战到1943年8月1日新法军成立期间仍留在盟军中坚持与法西斯战斗的法国公民才能被称为“自由法国人”。

## 自由法军

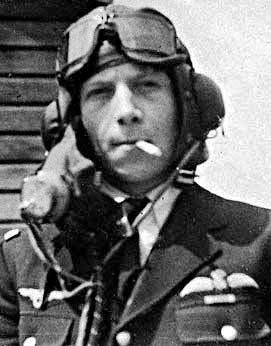
不列颠空战期间的自由法国空军飞行员埃米尔·法约尔（Émile Fayolle）

尽管戴高乐呼吁士兵们继续抵抗，然而开始时几乎没有一支部队愿意与自由法国站在一起。到1940年6月底仅有7,000名士兵加入了自由法军，四分之三滞留在英国的法军现役要求将他们遣送回国。
法国人民因为政治上的分歧而割裂，几乎每个法国人都不得不在两个政府中选一个，而支持其中一边的人又常常深恨另一方的支持者。1940年，法国海军上将勒内·戈弗洛伊拒绝让亚历山大港内的法国舰队支持戴高乐，他在写给英军的一封信中解释了自己，同时也是大多数不愿意承认戴高乐政权的法国人的观点：
“对于我们法国人来说，事实就是在法国自由区依然存在着一个议会支持的、合法的政府，既然它是正统、有效的，那么支持在其他地方成立的另一个政权，显然便是对现在合法当局的叛乱。”
另一方面，没人相信英国能够独自支撑纳粹的进攻。1940年6月，贝当和他的几个将军告诉丘吉尔“不出三周，英国就会像一只小鸡一样被拧断脖子”。在法兰西殖民帝国广袤的疆域中，仅有法属圣赫勒拿（6月23日在该领地名誉总督乔治·克林“Georges Colin”的倡议下宣布效忠自由法国）和太平洋中英法共管的新赫布里底群岛（7月20日）响应戴高乐的号召。自由法国直到当年8月底才得到了法属赤道非洲至关重要的支持。
相较于困在敦刻尔克的陆军，被英国缴械或击沉的海军，法国空军飞行员甚至连叛逃自由法国的机会都没有。他们的行动被贝当政府严格控制，当局明确规定“所有自主行事的人员都将被视为叛国”，大量警卫被布置在港口以防止有人试图登船。不过在1940年的夏季，还是有十几名法国飞行员成功转移到英国，他们志愿加入皇家空军并参与了不列颠空战。飞行员中还有更多的抵抗者，他们绕路遥远的法属海外殖民地抵达直布罗陀，最终在英重组为自由法国空军。

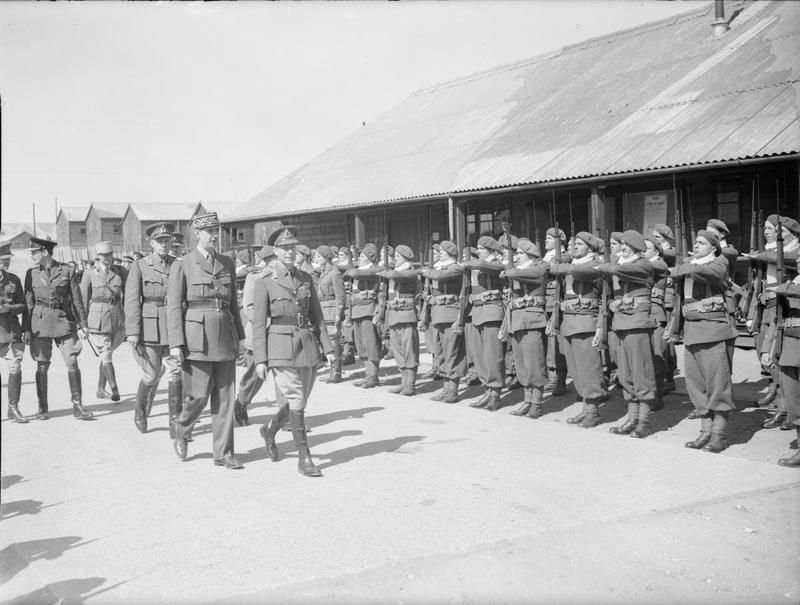
1940年8月24号，戴高乐将军与英王乔治六世视察英格兰的自由法军

法国海军显然比其他军种更有能力在第一时间响应戴高乐的呼吁。大部分军事人员在最初都选择了追随贝当元帅，但仍有约3,600名水手驾驶着超过50艘船从世界各地驶向不列颠，加入皇家海军继续与纳粹作战，这股力量之后构成了自由法国海军的核心。法国投降后，她在战前唯一的航母“贝阿恩号”满载着战斗与轰炸机驶离了美国港口。该舰指挥官既不愿意效忠维希政府，又对响应戴高乐有所顾忌，最终将她开到了远离欧洲战场的西印度马提尼克，贝阿恩号的水手们也对投靠英国打击纳粹毫无兴趣，这艘过时的航母就这样在港中静静地躺了四年，直到战争结束时，她的战斗机在热带气候的影响下已经生了锈。
法兰西殖民地的许多人认为有必要去保卫一下他们遥远的“祖国”，这是戴高乐自由法军三分之二的兵源。

### 部队构成

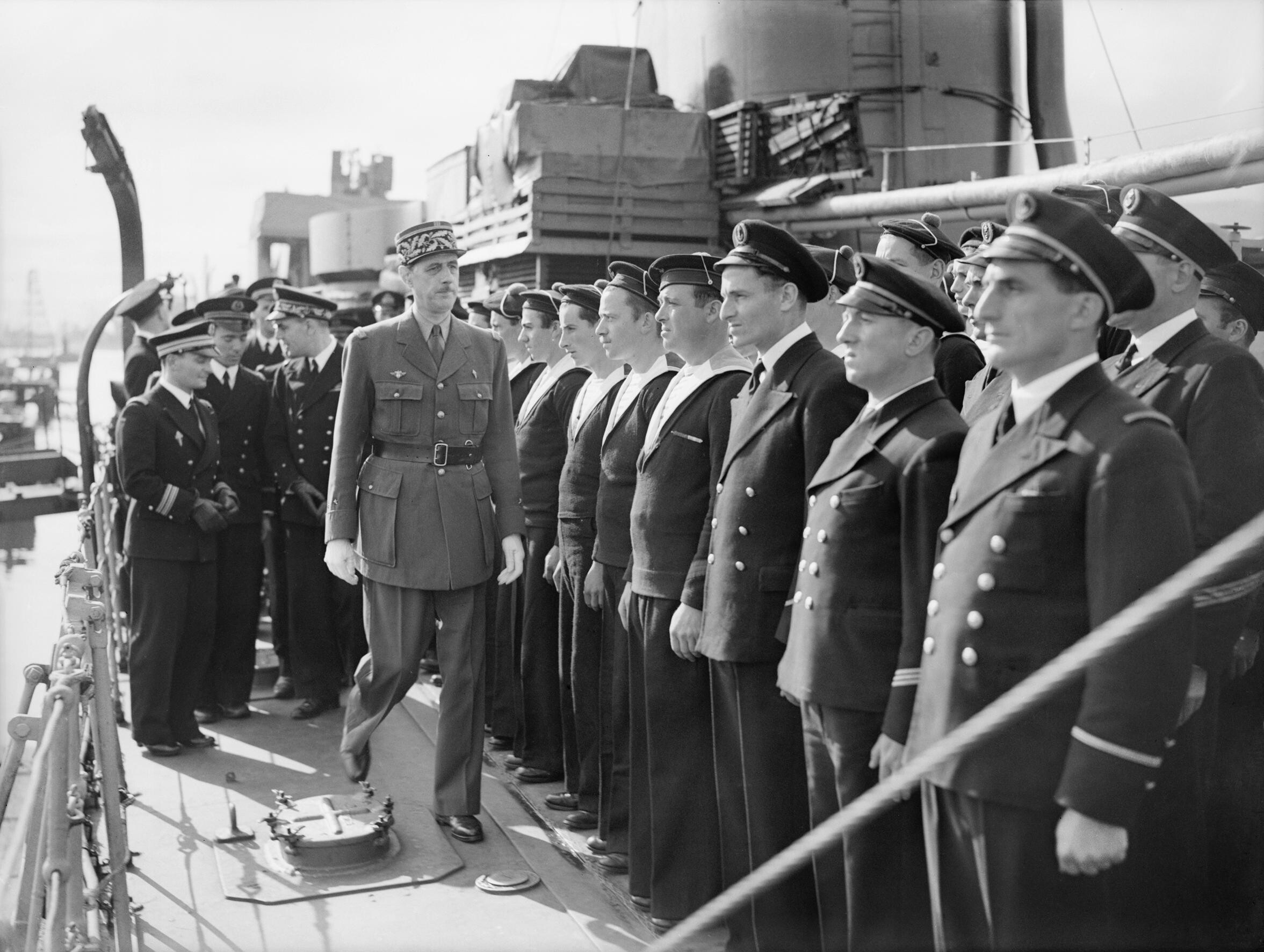
1942年6月，夏尔·戴高乐在花豹号驱逐舰上检阅水手

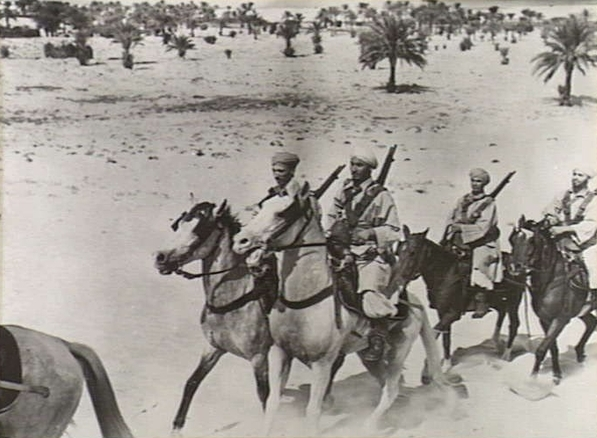
1941年埃及的北非第一斯帕希亚团

自由法军中有来自法属太平洋群岛的士兵。1941年4月约550名志愿兵响应了戴高乐，主要来自塔希提岛。他们在北非战场（如比尔哈凯姆战役）、意大利战役中出力甚多，还参与了解放法国的大部分过程。为了应对寒冷的天气，1944年11月275名幸存的志愿兵被运送回乡，他们的岗位由法国内务部队取代。
自由法军还包括了5,000名非法裔的欧洲士兵，他们基本都被编入了法国外籍军团。值得一提的是，其中有逃亡自西班牙的共和派，他们都是经历过西班牙内战的老兵，1944年8月大约还有350个。
自由法军的不同军种之间有种族差异。1944年8月之前，装甲部队或步兵单位中的机械化成分一般由白人士兵负责，而非技术性的步兵则主要是殖民地有色人种担任，几乎所有的军官和士官都是法国白人。第二装甲师和第一装甲师作为自由法国的精锐部队，75％的士兵为欧洲人，其余25％是马格里布人。这也解释了为什么是第二装甲师被戴高乐派去解放巴黎。法军的第五装甲师几乎全由法国白人组成。
根据意大利战场的记录，阿尔及利亚第三步兵师和摩洛哥第二步兵师由60％的马格里布人与40％的欧洲人组成，而摩洛哥第四步兵师的成分则为65％的马格里布人及35％的欧洲人。1945年，这三个师原来分别拥有的一个由北非士兵组成的旅被法国内务部队成员取代。自由法军第一师和殖民地第九步兵师都拥有一个旅的塞内加尔特遣队精锐。第一师还有一个法国海军陆战队的混合旅以及来自太平洋诸岛的志愿兵，它的编制中还包括一个外籍军团旅。1944年9月下旬至10月间，塞内加尔特遣队和太平洋群岛的志愿兵均被从法国本土募集的新兵取代。与此同时，从法国本土招募的新兵（共12个师）补充进了自由法军，组成包括第十步兵师在内的新一批部队。第三装甲师也在1945年5月份组建，不过由于纳粹的投降其并未参加战斗。参加英国皇家空军、苏联空军和不列颠特种空勤团的自由法国飞行员基本上都来自法国本土。
在1943年春季，戴高乐完成了对北非殖民地的整合，大量殖民地士兵被补充进了自由法军，使得法国白人占比相对减少了。与此同时，不少抵抗组织成员经由西班牙逃离法国本土，前往北非与自由法军会合，在这个过程中又损失了不少人（根据让-诺埃尔-文森特“Jean-Noël Vincent”的统计，大约有10,000人），这再次加高了法军内部殖民地士兵之占比。因此排除这两个事件所带来的干扰因素，根据一份1942年10月30日驻伦敦自由法军国务少将的一份报告，自由法国全部战斗人员总计61,670人，其中殖民地士兵共20,200人，黎凡特特别部队计20000人（非自由法军）。
1943年5月，让-路易-克雷米埃-布里尔哈克（Jean-Louis Crémieux-Brilhac）援引联合规划参谋部的数据，认为自由法军此时的地面战力由79,600名士兵组成，其中包括21,500人的黎巴嫩-叙利亚特别部队，2,000个来自北巴勒斯坦的有色人种及650位被派往伦敦总部的人员。根据前自由法军服役人员亨利-埃科夏尔（Henri Écochard）的统计，当时军中至少有54,500名士兵。

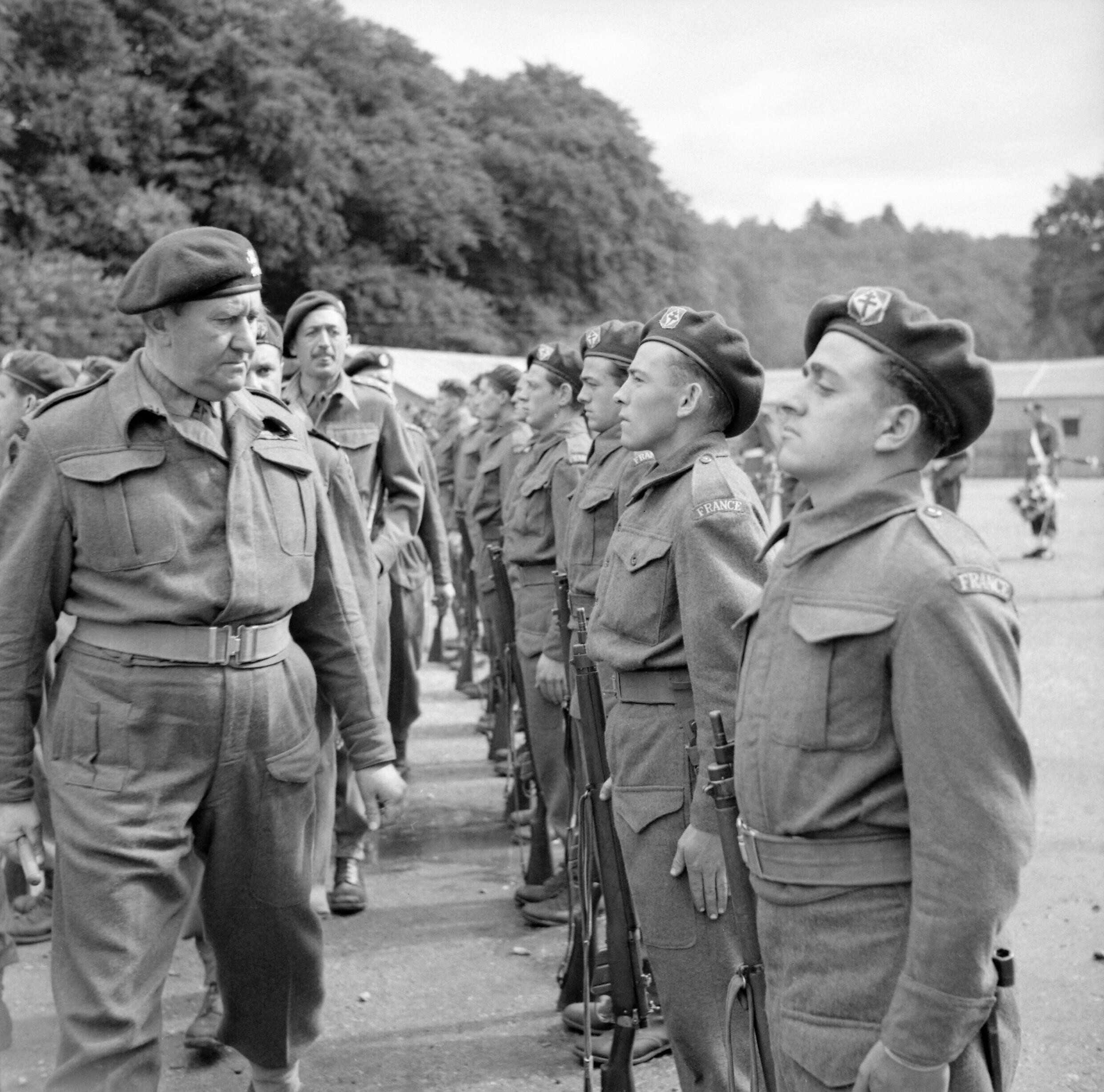
1943年7月17日，自由法军突击队在苏格兰阿奇纳克里接受训练

2009年，研究自由法国的法国学者让-弗朗索瓦-穆拉西奥莱（Jean-François Muracciole）在其作品中重估了自己与亨利-埃科夏尔之前的统计，他认为后者严重低估了殖民地士兵的人数。依凭弗朗索瓦新的研究，从1940年夏季自由法军成立至1943年中旬与维希政权的非洲军团合并重组的3年间，共计73,300人加入了自由法军。这其中有39,300位法国人（包括法国本土公民及定居海外殖民地者），30,000名殖民地士兵（主要来自撒哈拉以南非洲），以及3,800个外国志愿者。以下是各军种的服役人数：
陆军：50,000人；
海军：12,500人；
空军：3,200人；
国内抵抗组织：5,700人；
自由法军委员会：1,900人。
勒克莱尔将军指挥的第二装甲师中还包含两队女志愿兵：通常由十几名女性组成的陆军罗尚博小组（Rochambeau Group）和仅有9人的海军舰船妇女支队（Woman Service of the Naval Fleet）。她们的职责一般是在火线上抢救伤兵，给他们止血，然后再将其通过担架转移到救护车辆上，接着还要顶着敌人的炮火把车子开到据前线仅几公里的野战医院。
自由法国飞行员皮埃尔·克洛斯特曼的一则趣事也从侧面反应了自由法军的精神：有一次长官训斥皮埃尔的战友在制服下面垫了一件黄色羽绒服还穿了一双黄鞋，没有个士兵的样子，他那位战友回答道：“先生，我只是一个自愿参军来这里的平民，在打一场正规军（指已经投降的第三共和国陆军）都不愿意打的战争！”

## 洛林十字

自由法国海军舰首旗与今天的法国海军荣誉旗帜。
自由法国国徽的特征是银色的菱形方格中央镶嵌着一个红色的洛林十字

海军少校乔治·蒂埃里·阿让利厄建议采用洛林十字作为自由法国的标志。洛林十字本是统治洛林公国的安茹家族纹章，该公国在18世纪中叶归属法国，然而普法战争后，其连同周边地区被德意志帝国侵占。随着19世纪后期法国领土收复主义的兴起，洛林十字成为失落省份的象征，代表着民族主义，特别是对德复仇。这个古老的符号也可以与圣女贞德产生联系，后者在百年战争期间多次率军击败英国侵略者，解除奥尔良之围并帮助王太子在兰斯加冕为查理七世，于最危难的时刻拯救了法兰西。而现在贞德的家乡被纳粹再次并入了德属阿尔萨斯-洛林，使用洛林十字作为徽标不仅可以在外交上回击贝当政府的卖国行径，还可以与维希方面所谓国家社会主义运动使用的万字符形成明确区分。
在海军中将埃米尔·穆塞里尔接任自由法国海空军总司令两天后，他发布第二和第三号一般性指令，创造了法国海军舰首旗与徽章。前者由法国三色旗与红色的洛林十字组成，后者也以洛林十字为主要特征。值得一提的是，现代法国船只若与当年自由法国海军中的战舰同名——如红宝石（S601）和凯旋者号（S616）核潜艇仍可在其舰首悬挂洛林十字旗，以示荣誉与纪念。

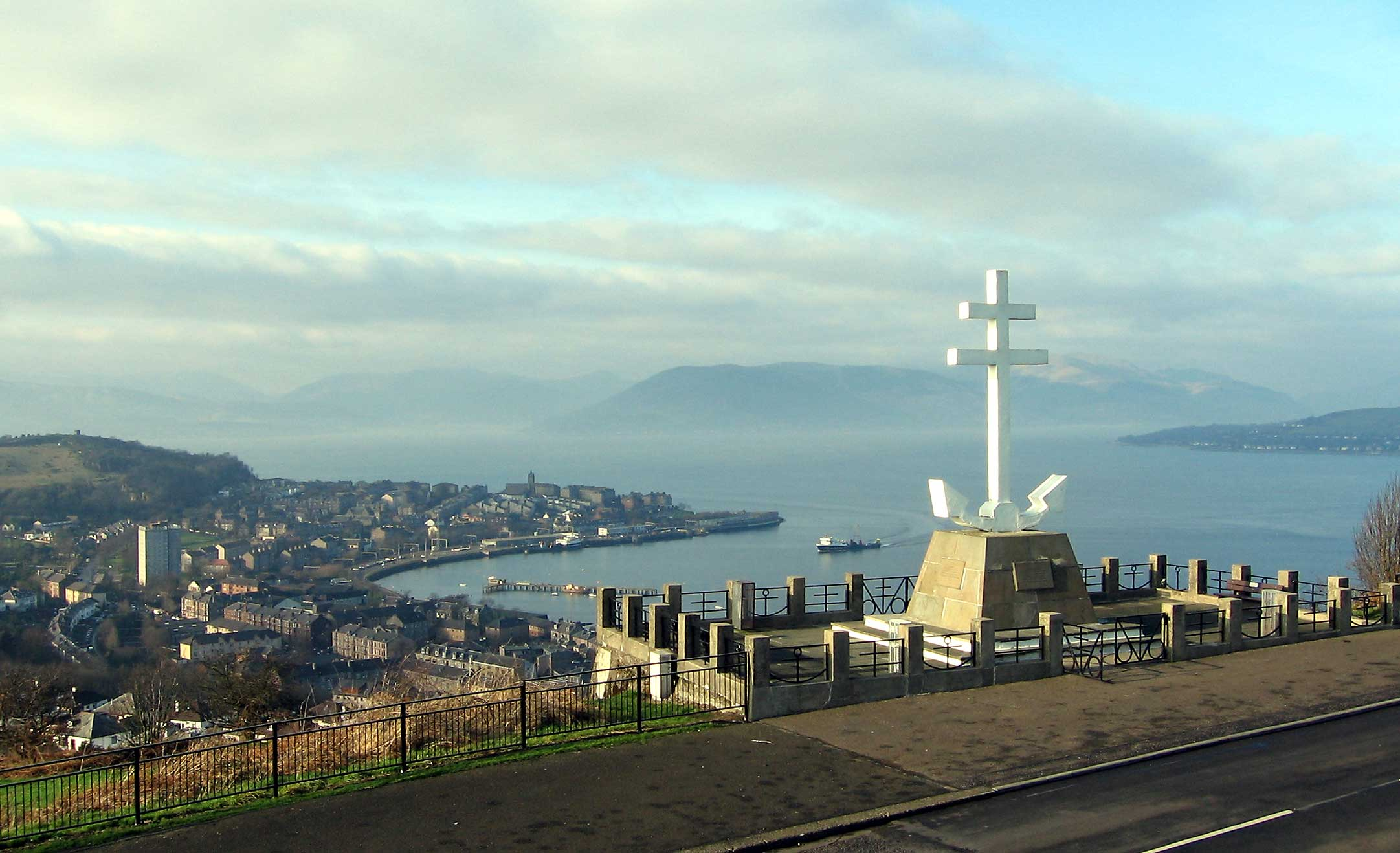
矗立于莱尔山的自由法国纪念碑，可以在此远眺克莱德湾的开阔处

时至今日，仍有一座纪念碑矗立于苏格兰格里诺克的莱尔山顶，其外形是一个洛林十字与船锚交叠在一起。建造该纪念碑的资金是通过报纸上的订阅募捐来的，意义是纪念英勇的自由法国海军官兵将船舰从克莱德湾中开出，穿越千里参加大西洋海战。在它旁边还有一块牌子用以纪念在战斗中沉没的两艘花级轻型护卫舰——艾莉莎（Alyssa）、密莫萨（Mimosa）号，与絮库夫号潜艇。在当地，这块牌子还代表着人们对在长堤之尾爆炸的梅勒·布雷泽号驱逐舰的追忆。

## 抵抗运动

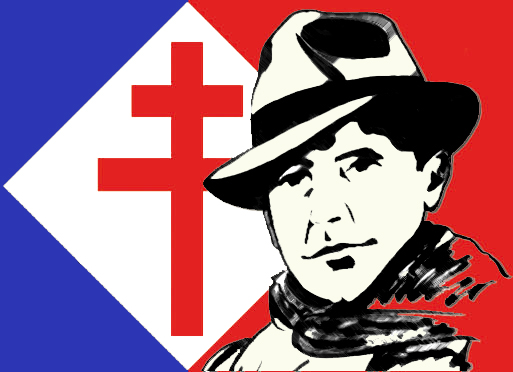
宣传海报上让·穆兰戴着他标志性围巾的形象。这位抵抗战士可能是被克劳斯·巴比亲自用酷刑折磨致死的

贝当元帅在6月17日呼吁法军停火后，第一批法国抵抗组织即于当月成立。而法德、法意停战协定的签署则促进了更多团体的形成。这些组织数量众多，规模各异，政治意识形态相互差别极大，使得之后对其的统合指挥相当困难。著名团体有法共领导的自由射手和法国游击队，而法西斯主义火十字团的部分成员甚至也参与了抵抗运动。
随着国内抵抗力量的不断增强，戴高乐将军制定了一项将零星分散的游击团体整合到他直接领导下的计划，并将统合后的自由法国武装改名为“战斗法军”（Forces Français Combattantes）。1942年1月2日，让·穆兰作为戴高乐和占领区游击队的官方代表带着资金与设备被空降回法国，以协调八大主要抵抗组织的整合。1943年5月在各方代表的一致同意下，全国抵抗委员会诞生。然而可能由于叛徒泄密，同年6月穆兰和其他抵抗组织领导人在里昂突然被盖世太保抓获，次月即死于酷刑。
戴高乐在法国本土的影响力也在变强，1942年一位抵抗运动领导人称他为“战火中法国唯一可能的领导人”。大量无法离开法国的戴高乐主义者留在维希领土和轴心国占领军的管辖区里，建立一整套包括宣传人员、间谍和破坏分子的网络来骚扰和挫败敌人。之后抵抗运动武装的正式名称改为法国内务部队。1944年10月至次年3月，许多内务部队正规化，被合并进法国陆军。

## 荣誉与纪念

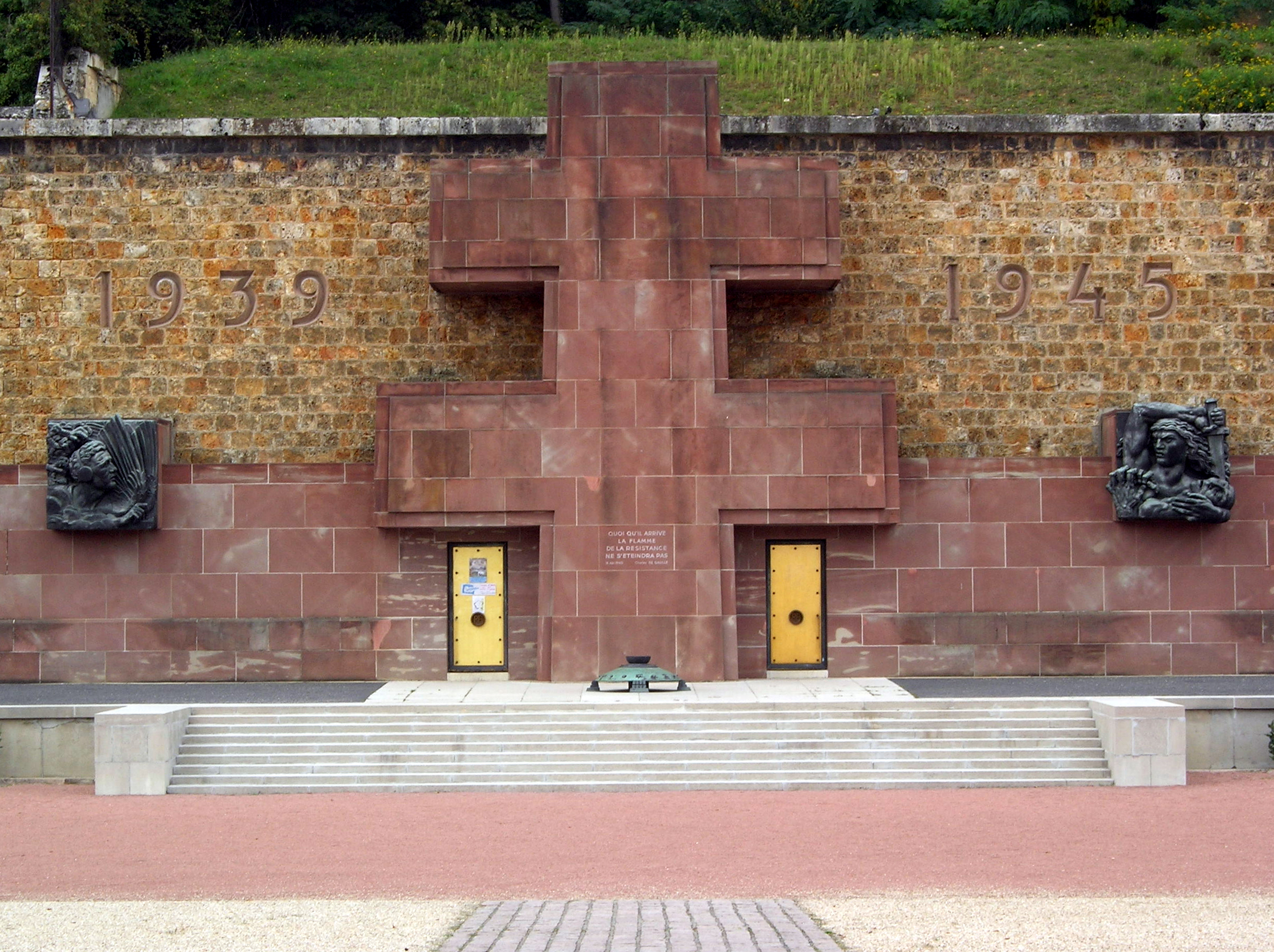
瓦莱里安山上的战斗法国纪念碑

1940年11月16日，戴高乐设立位阶仅次于荣誉军团勋章的解放勋章以奖励在自由法国运动中表现出色的部队或人物。至1946年该勋章停止发放，共授给1,036名个人（271枚为追授）、18个军事单位和5个城镇，大团长是戴高乐本人，至战争结束时仅有700多名获奖者幸存。
1945年7月，自由法国人协会（l'Association des Français libres）创建，成员遍布世界各地，旨在保持自由法军退伍老兵间的联系，互相支持以维护团体权益。1945至2000年间，总计出版了310期公报。2000年，该协会自主解散，取而代之的是自由法国基金会（Fondation de la France libre），主要负责纪念活动和保存历史遗迹，总部位于巴黎。现在法国各地都能看到装饰有洛林十字的纪念碑，6月18日呼吁也居于其历史上最著名的演讲之列。